# Мухтолово
Мухто́лово — рабочий посёлок, центр одноимённого административно-территориального образования Ардатовского муниципального округа Нижегородской области России. Расположен в 25 км к северу от Ардатова, в 156 километрах к юго-западу от Нижнего Новгорода и в 406 километрах к востоку от Москвы.
Деревня Мухтолово (Мухтоловка) была основана по неподтверждённым данным в 1702 году, но точно не позже 1721 года. С 1767 года — село, с 1946 года — рабочий посёлок. В течение XVIII и XIX веков оставалась небольшим сельским населённым пунктом, в котором никогда не жило больше нескольких сотен человек. С 1910-х годов начался резкий рост населения, вызванный строительством железной дороги Москва — Казань и расположенной вблизи села одноимённой станции, а затем — созданием промышленных предприятий, прежде всего — в области лесозаготовки и лесообработки. С 1944 по 1957 год — центр Мухтоловского района. Пик населения пришёлся на конец 1950-х годов, когда оно составляло почти 8000 человек, после чего число жителей стало снижаться; по состоянию на 2021 год, население Мухтолова составляет 4293 человек.
Мухтолово со всех сторон окружено хвойными, лиственными и смешанными лесами, в которых находятся несколько озёр карстового происхождения и болот, признанных памятниками природы регионального значения, а также два лесных заказника. Посёлок имеет большой потенциал для экотуризма, который используется слабо.
Основой экономики является лёгкая промышленность, на крупнейшее промышленное предприятие — компанию «Мухтоловская спецодежда» — приходится бо́льшая часть промышленного производства не только посёлка, но и всего Ардатовского района. Подобная монополизация привела к включению Мухтолова правительством России в список моногородов с риском ухудшения социально-экономического положения.
В посёлке имеются две средние школы, четыре детских сада, музыкальная школа, дом культуры, две библиотеки, больница, православная церковь.

## Этимология
Топоним «Мухтолово» является уникальным — он относится к единственному населённому пункту на территории России. Этимология топонима до конца не выяснена, существуют несколько гипотез:

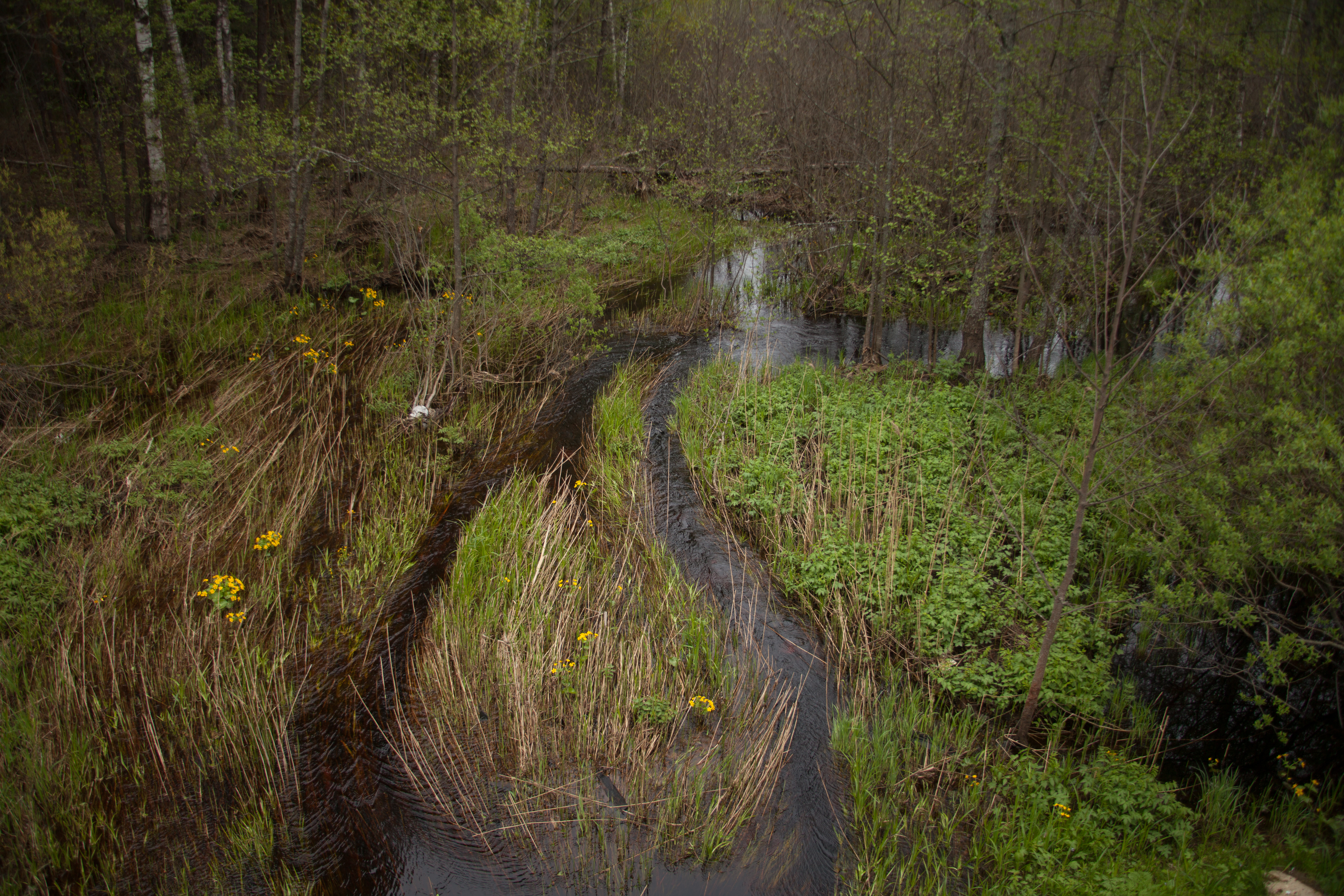
Река Нукс под Мухтоловом. Возможно, примерно так выглядела пересохшая река Мухта

По одной из них, название «Мухтолово» происходит от находившейся здесь и со временем пересохшей речки под названием Мухта (действительно, на некоторых картах XIX века село обозначалось как «Мухталово»). Происхождение названия речки также не поддаётся однозначной расшифровке: по одной версии, оно происходит из исчезнувшего муромского языка и его значение неизвестно. По другой версии, источником названия речки могло быть тюркское слово maktu («дальняя», «отдельная»). По третьей версии, название речки могло происходить от тюркского слова мукша, мухша, мокша, как татары именовали мордву. В этом случае, от названия речки могло появиться название селения Мактулы или Мухталы (образованного с использованием древнетюркского топоформанта -ли/-ле/-лы/-лык — «дальный», «отдельный посёлок»), к которому оказался добавлен русский суффикс -ово. Возможно также, что промежуточным этапом между тюркским и русским названием могло быть мордовское название с топоформантом -лей/-ляй — «овраг», «ручей»; в пользу такого предположения говорит наличие большого количества топонимов с суффиксом -лей в этой местности (Липелей, Новолей, Размазлей).
Существует также другая гипотеза, согласно которой название посёлка происходит от имени некоего «мордвина Мухтошки». В течение длительного времени предполагалось, что это городская легенда, и что её герой возник по аналогии с легендарным основателем соседнего Ардатова — мордвином Ардаткой, якобы бывшим проводником Ивана Грозного во время его Третьего казанского похода. Позднейшие исследования позволяют предположить возможность существования такого персонажа в действительности. Если принять эту гипотезу, эпонимом посёлка может быть мелкий военачальник мордвин-мокшанин Мухтола — существование такого древнего мордовского имени подтверждается, например, записями в Писцовой книге Кадомского уезда, который как раз был населён мордвой-мокшей.
Ещё одна гипотеза выводит название посёлка из диалектального слова мухо́та — «мошкара», каковой было много в этих болотистых местах.
Мухтоловская учительница Е. А. Шалаева предложила свою версию этимологии, базирующуюся лишь на звуковом совпадении и относящуюся, вероятно, к народной этимологии. По версии Шалаевой, слово «Мухтолово» состоит из корней двух слов — «муха» и «толово». По её мнению, в этих местах было скопище («толово») мух, из-за чего посёлок и получил своё название.

## История

### Предыстория
Люди жили в лесах, находившихся на месте нынешнего Мухтолова, в течение многих тысяч лет. На территории современного Ардатовского района обнаружены десятки неолитических стоянок, среди которых некоторые находятся в непосредственной близости от Мухтолова: стоянка Личадеево-3, которая датируется 3000—2000 годами до н. э., и стоянка Саконы, которая относится к первой четверти 3-го тысячелетия до н. э.

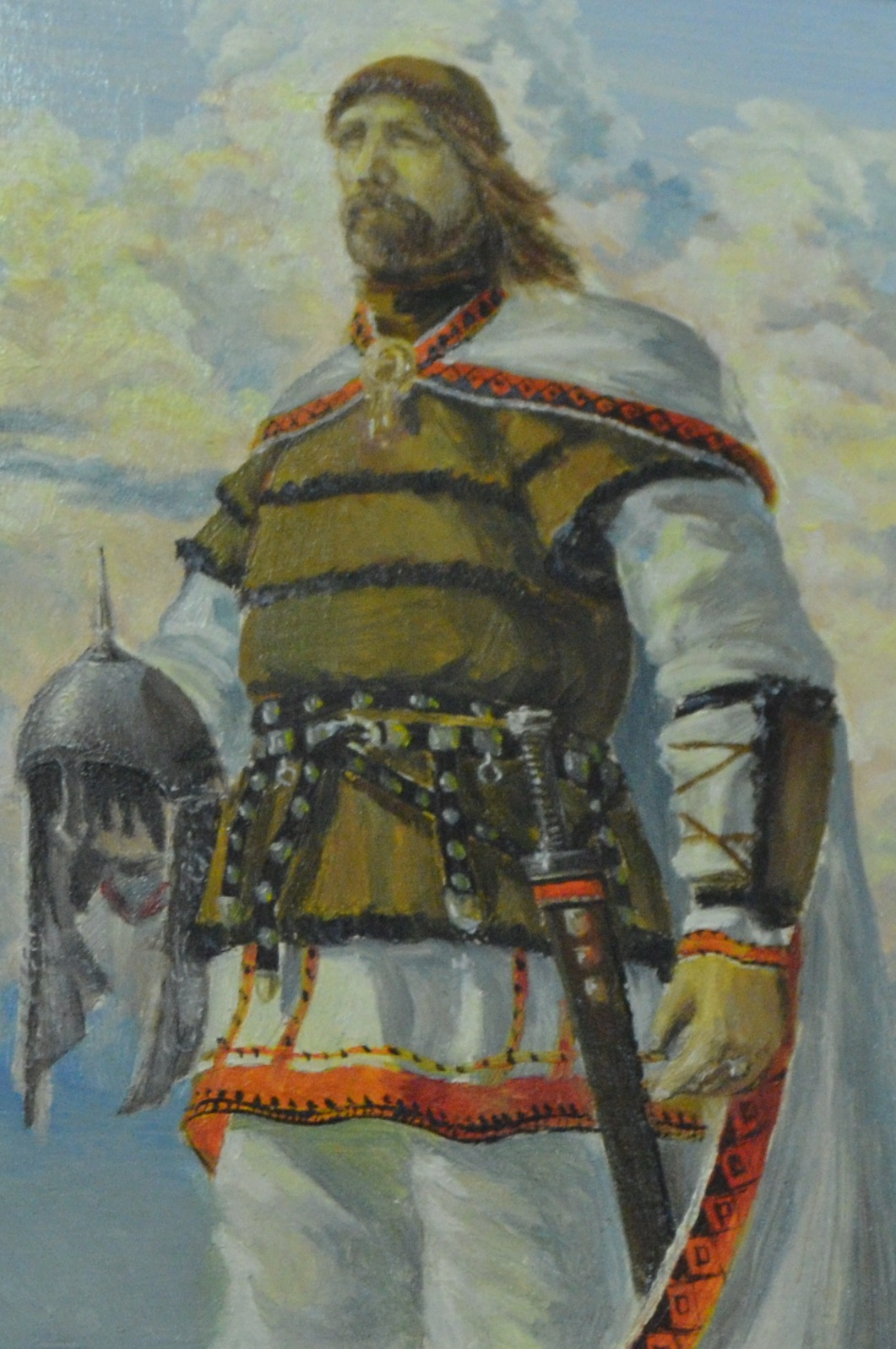
Князь Пургаз в представлении современного художника

К середине 1-го тысячелетия н. э. регион оказался заселён мордовскими и балтийскими племенами. Постоянных поселений в труднопроходимых мухтоловских лесах они, по всей видимости, не основывали, лишь иногда забредая в чащобы для охоты и сбора дикого мёда, а также возможно для совершения религиозных обрядов. В XII веке в нижнем течении Оки появились славянские поселенцы, которые постепенно ассимилировали некоторые из местных племён (например, племя муромы, принявших язык и культуру переселенцев). Другие племена сохранили свой язык и культуру, продолжали заниматься охотой и бортничеством, но научились от славян земледелию, переняв достаточно прогрессивные по тем временам агрономические технологии. Мордовские жители научились производить или приобретали у славян некоторые орудия и украшения — так, во Втором кужендеевском могильнике (около 35 км к юго-западу от Мухтолова), относящемуся к концу XII — началу XIII веков, найдены проушный широколезвенный топор, украшения с орнаментом в виде зёрен и сердоликовые бусы очевидно славянского производства. Колонизация проходила в основном мирно, хотя известно несколько выступлений мордвы против пришельцев. Так в начале XIII века произошла кровопролитная война между эрзянским правителем Пургазом и русскими князьями, вторгшимися в его владения. Пургаз даже осаждал Нижний Новгород, сжёг посад, но в результате был вынужден отступить «за речку Чар», то есть современную Чару. Существует неподтверждённая версия, согласно которой в это время Пургазом могла быть основана мордовская крепость примерно в районе нынешнего Мухтолова.
К 1237 году значительная часть русских и мордовских земель Среднего Поволжья оказалось включена в состав нового татарского государства — Золотой Орды. Административно район к югу от современного Мухтолова входил в состав улуса Мухши, северная граница которого, по мнению историка Г. Белорыбкина, проходила примерно по линии Навашино — Кулебаки — Арзамас. В районе Мухтолова эта граница пересекалась с торговым путём из Перемиловских гор (в районе современного Павлова) к региональным ордынским административным центрам — Сарыклычу (современный Саров) и Мухше (современный Наровчат). В населённым пункте Саканы (по мнению А. А. Гераклитова, это нынешние Саконы в 12 километрах к юго-западу от Мухтолова) была основана ордынская таможня, а в районе современного Мухтолова предположительно появился пограничный пост для защиты караванного пути. В пользу этой гипотезы говорит тот факт, что на некоторых картах XVIII века в междуречье Тёши и Серёжи нарисована извилистая линия с подписью «Вал земляной», а на окраине Мухтолова были обнаружены остатки земляной насыпи явно искусственного происхождения. Вместе с тем, к XVI веку в мухтоловских лесах не имелось постоянных сколь-нибудь значительных поселений, поскольку данная местность подвергалась регулярным разорениям при постоянных пограничных конфликтах между Московским княжеством и Золотой Ордой.

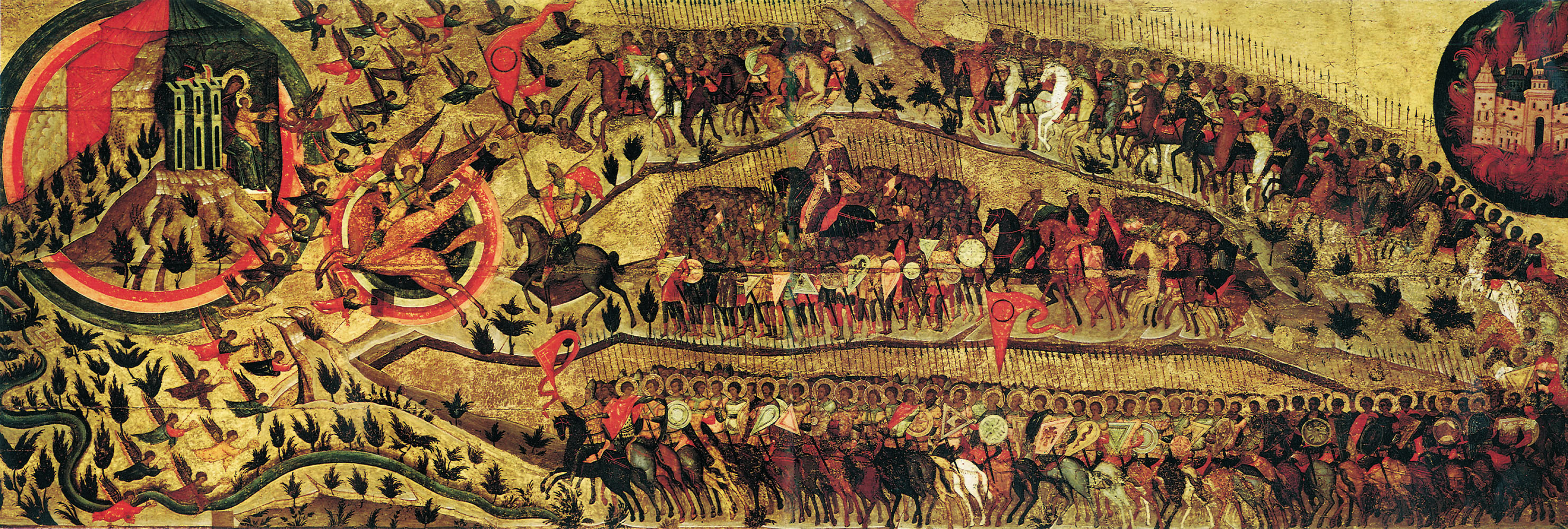
Икона «Благословенно воинство Небесного Царя», написанная в память Казанского похода 1552 года

После Третьего казанского похода Ивана Грозного 1552 года земли Золотой Орды оказались включены в состав Русского государства. Однако, в течение длительного времени Окско-Сурское междуречье оставалось неспокойным: в конце XVI века здесь прокатилась Третья черемисская война, в конце XVII века неподалёку разворачивались вооружённые столкновения с восставшими Степана Разина. Всё это предположительно заставило русские власти сохранить ордынский оборонительный вал и его укрепления несмотря на то, что земли находились уже в глубине страны. Исследователь И. Рубцов писал, что он держал в руках не дошедшее до нас «Житие Алёны Арзамасской», написанное отшельником Желтоводского Макариева монастыря монахом Тиходарием. В этом документе, описывавшим времена восстания Степана Разина, говорится о некоем «островоозёрном братстве» (что вяжется с гипотезой о существовании монастыря на острове Большого озера вблизи Мухтолова), которое находилось «за Мухтолкиным острогом засечной черты». Это является ещё одним поводом предполагать возможность существования уже в конце XVII века на месте Мухтолова укрепления, сторожившего проход («ворота») на торговой дороге, командующим которого был некий «Мухтолка».

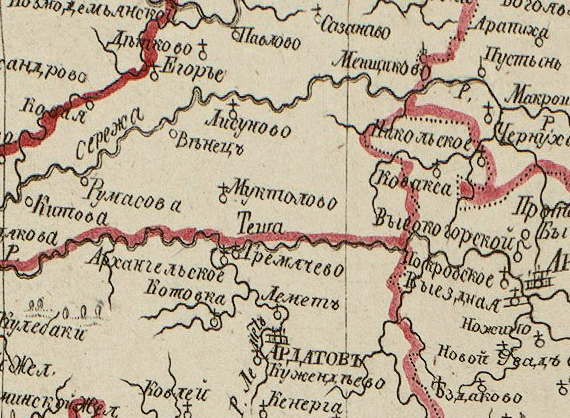
Мухтолово на карте 1794 года

### XVIII—XIX века
Дата основания Мухтолова как русского села достоверно неизвестна. Местный краевед Василий Иванович Шилин писал, что псаломщик мухтоловской церкви Александр Фёдорович Утин показывал ему летопись бывшего Большеозёрского монастыря, предположительно располагавшегося на острове одноимённого озера вблизи Мухтолова. Эта летопись якобы хранилась в архиве мухтоловской церкви и в ней говорилось: 
Лета 1702-го в день праздника святого Георгия Победоносца из Ардатова приехали 12 семей: Беловы, Долгишевы, Медведевы, Нагаевы, Семовы, Сергачевы, Торгашевы, Хозины, Хрипуновы, Чайкины, Шилины, Шибановы, высланные за непослушание властям.
 Однако никаких следов данного документа другими исследователями обнаружено не было. Вместе с тем, не вызывает сомнений, что село было основано не позднее начала XVIII века, так как уже в переписной книге 1721 года фигурировала «деревня Мухтоловка», в которой насчитывалось 130 бортников и 10 новокрещенов. По второй ревизии (1743—1747) в деревне значились «124 души мужского пола». В распоряжении жителей указаны пашни и покосы, а также один безрыбный пруд. Местные песчаные почвы давали скудные урожаи, к тому же для получения земель сельскохозяйственного назначения необходимо было рубить и выкорчёвывать вековые леса, а потому жителям было предоставлено право въезда «для рубки хоромного и дровяного леса в крепостные дачи дворцового села Личадеева».
В 1767 году в Мухтолово была перенесена из ликвидированного монастыря церковь, после чего деревня была преобразована в село. В 1779 году в результате административной реформы императрицы Екатерины II из состава Арзамасского уезда был выделен Ардатовский уезд, село Ардатово было преобразовано в город Ардатов. Дворцовое село Мухтолово вошло в состав Ардатовского уезда, оставаясь частью крепостной дачи с центром в Личадееве. 5 (16) апреля 1797 года именным указом императора Павла I село Мухтолово вместе с соседним Личадеевым и несколькими другими селениями были пожалованы действительному тайному советнику Михаилу Фёдоровичу Соймонову. В 1828 году Мухтолово, как и соседнее Личадеево, принадлежали уже Шарлотте Карловне Ливен.
В течение XVIII—XIX веков население занималось различными промыслами: плели лапти и корзины, валили лес на дрова и для строительства, занимались животноводством и пчеловодством, собирали в окрестных лесах грибы и ягоды. Выращивали на огородах овощи, а также лён, из которого ткали полотно. В конце XIX века начали сажать картофель. Продукты своего труда вывозили на рынки степной части Ардатовского уезда (в Ардатов и Саконы), а также в Павлово и Арзамас. После отмены крепостного права в 1861 году многие уезжали на заработки — в Павлово, Нижний Новгород, Астрахань и другие города Российской империи. Жители села были очень бедными — по оценке местного краеведа Василия Шилина, средний городовой заработок составлял 45  рублей. Население исповедовало православие и было преимущественно истово верующим. Уровень грамотности был очень низким — первая школа открылась в Мухтолове лишь в 1895 году.

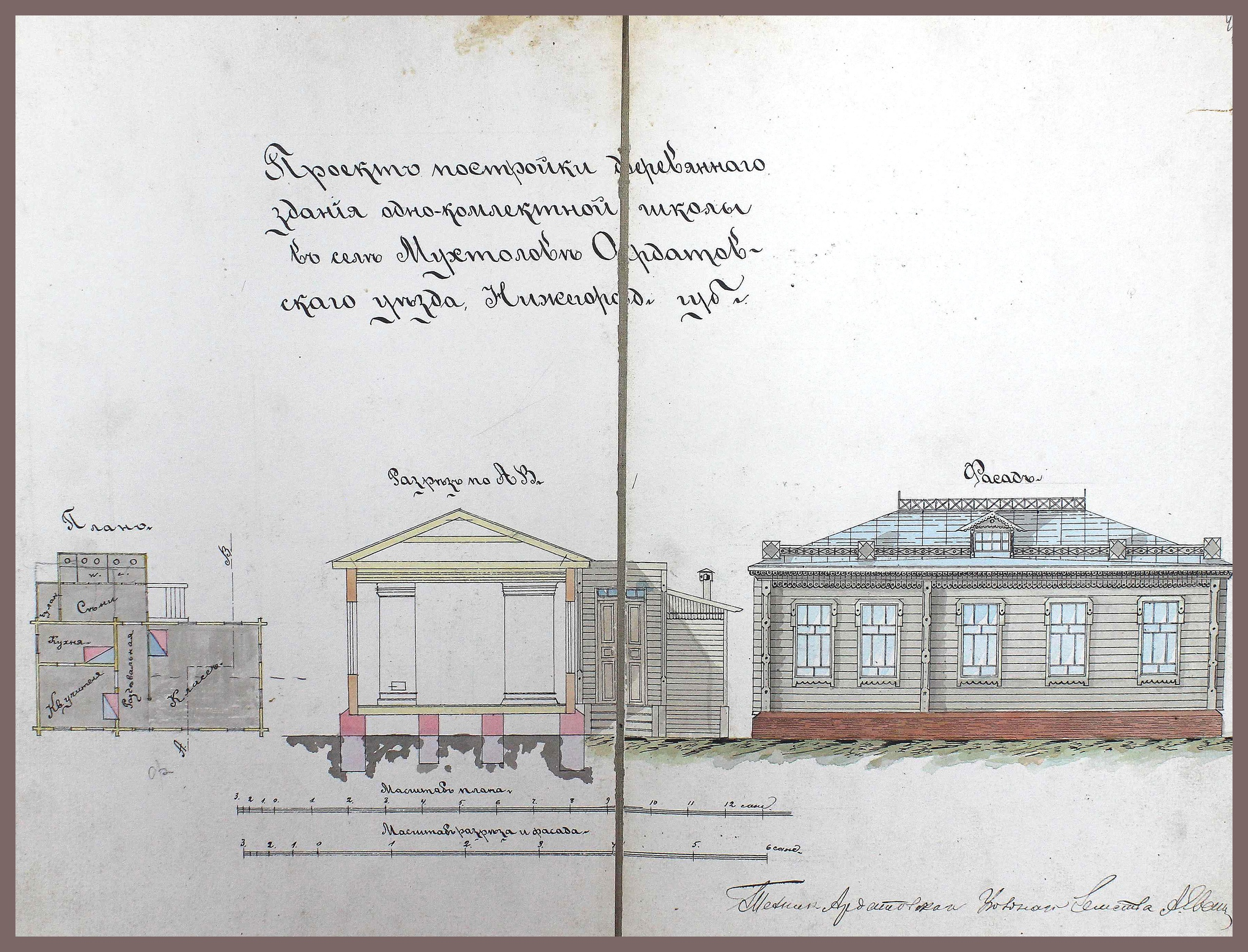
План первой мухтоловской школы (до 1895)

### Первая половина XX века
В начале XX века акционерное общество Московско-Казанской железной дороги предложило проект строительства магистрали Люберцы — Муром — Арзамас — Сергач — Шихраны — Казань. В марте 1903 года планы строительства были обсуждены на заседании правительства Российской империи, а в мае того же года проект был утверждён. Однако, строительство началось лишь в апреле 1910 года — задержка была вызвана сперва Русско-японской войной 1904—1905 годов, а затем — Революцией 1905—1907 годов. Проект предусматривал прохождение железнодорожного полотна вблизи села Мухтолова и сооружение станции примерно в километре к северо-востоку от него. Строительство велось преимущественно вручную и требовало огромного количества рабочих, в результате чего население окрестностей Мухтолова многократно увеличилось. 15 октября 1912 года поезда пошли через станцию «Мухтолово», хотя полностью железная дорога была достроена лишь в 1918—1919 годах.

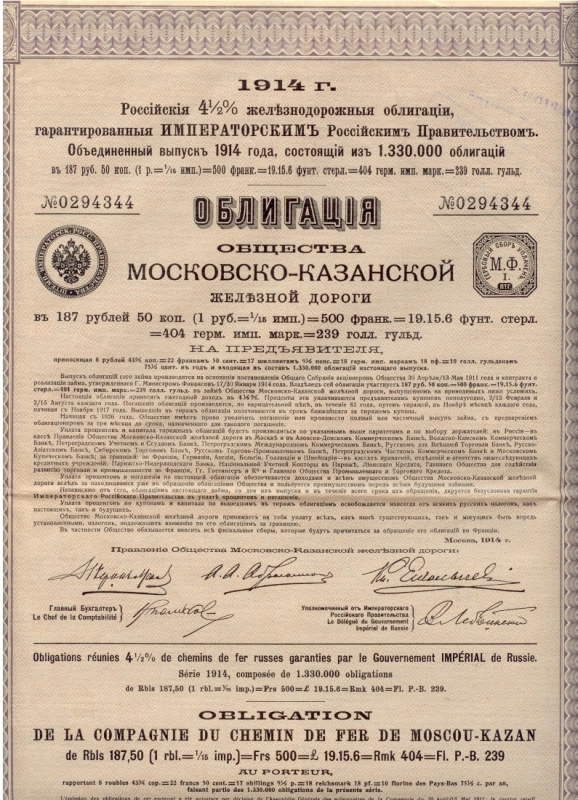
Облигация Московско-казанской железной дороги (1914)

Появление железной дороги дало мощный толчок развитию. При станции «Мухтолово» появился одноимённый посёлок, в котором были построены дома для железнодорожников. Позднее собственными домами обзавелись и некоторые рабочие, решившие остаться в этих краях после окончания строительства. В отличие от других населённых пунктов, где названия «задвоились» (то есть появились одноимённые посёлок при станции и населённый пункт, давший станции своё имя), посёлок при станции «Мухтолово» располагался очень близко к селу, поэтому в скором времени оба населённых пункта слились в один. Даже после окончания строительства железная дорога давала множество рабочих мест, что привело к существенному увеличению населения села — помимо квалифицированных железнодорожников, требовались и простые рабочие на станцию, а также заготовщики дров, которыми топились паровозы. С началом Первой мировой войны население Мухтолова ещё более выросло за счёт беженцев из западных губерний Российской империи. 10 (23) ноября 1915 года газета «Волгарь» сообщала, что Мухтолово приняло 1042 вынужденных переселенца. Появление железной дороги дало импульс развитию других бизнесов, продукцию которых теперь можно было гораздо проще и дешевле доставлять потребителям. Уже в 1911 году в Мухтолове начал строиться лесозаготовительный завод акционерного общества «Треппель, Позняк и Кº». Чуть позже его выкупил арзамасский предприниматель Л. С. Перельштейн. В 1918 году при станции была создана продовольственная база для отгрузки в другие города хлеба, картофеля и других продуктов питания, ставшая со временем крупнейшим хлебоприёмным предприятием региона. На соседнем разъезде Венец было открыто предприятие по производству шпал.
Вскоре после Октябрьской революции, 20 ноября (3 декабря) 1917 года в Мухтолове был образован сельский совет, его председателем был избран старший рабочий железной дороги Иван Иванович Шилин. Сельсовет создал вооружённый отряд, инструкторами и руководителями которого стали мухтоловцы — бывшие военнослужащие Российской императорской армии, прошедшие Первую мировую войну. Во время Гражданской войны районе Мухтолова не происходило каких-либо заметных боевых действий, но некоторые жители села принимали участие в сражениях, преимущественно на стороне «красных». 7 сентября 1918 года был организован комитет бедноты. Тогда же, в период Военного коммунизма усилились противоречия между бедной и более обеспеченной частью населения — первые обвиняли вторых в сокрытии значительных запасов продовольствия. Сельский совет и комитет бедноты занимались его экспроприациями — некоторые сдавали хлеб относительно добровольно, к другим применяли акты насилия.
В 1920—1930-х годах Мухтолово активно росло и развивалось. Было национализировано и вошло в состав Арзамасского объединённого управления крупнейшее предприятие села — лесозаготовительный завод Перельштейна. Были образованы новые предприятия: лесхоз, химлесхоз, нефтебаза, предприятие по заготовке зерна. Все эти предприятия требовали рабочих рук, поэтому росло и население. Процесс усилился с 1929 года, когда в СССР было принято решение о коллективизации сельского хозяйства — многие несогласные с этим крестьяне не хотели вступать в колхозы и предпочитали устроиться на работу в одно из новых мухтоловских предприятий или на железную дорогу. 1 февраля 1931 года впервые был поставлен вопрос об организации в Мухтолове колхоза. Многие крестьяне были против, но 1933 году колхоз был образован. Развивалась также социальная сфера: был открыт фельдшерский пункт, преобразованный через несколько лет в амбулаторию, восьмиклассная и две начальные школы, клуб, библиотека. В 1930 году в селе появилась радиотрансляция, в 1933 году — первый трактор, в 1935 году — первый грузовой автомобиль. В начале 1941 года в дополнение к линии водопровода, соединявшей Нуксенское озеро со станцией с момента постройки последней, была проложена вторая линия, подававшая воду в посёлок.

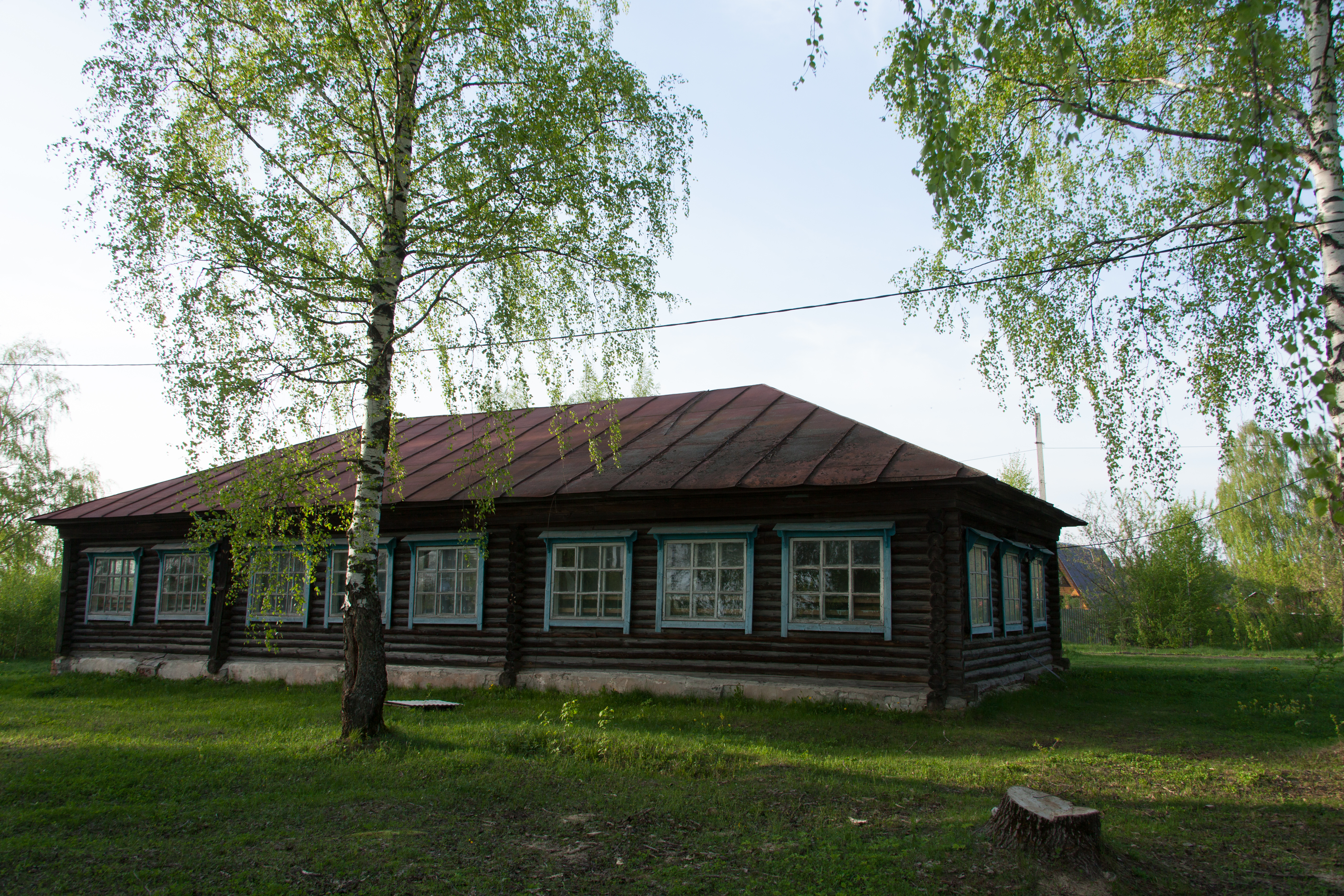
Бывшая начальная школа

С началом Великой Отечественной войны, как и во всей стране, жизнь в Мухтолове резко поменялась. Несмотря на то, что село находилось далеко от линии фронта, оно ощутило её влияние: с 1941 по 1945 годы из Мухтолова были призваны в армию 1200 человек, 427 погибли (ещё около 200 человек были призваны из Венца, около 100 из посёлка Саконы, 38 из Помелихи). Один житель Мухтолова, Николай Семёнович Моисеев, был удостоен звания Героя Советского Союза (позднее его именем была названа одна из улиц посёлка, а на доме, где он жил, установлена мемориальная доска). В конце 1941 — начале 1942 года жители Мухтолова принимали участие в создании оборонительных сооружений на правом берегу Оки — на Муромском участке Казанского направления Горьковского обвода. В мухтоловских сосновых лесах заготавливалась живица, которая шла на санитарные нужды. На фронт и в другие регионы страны поставлялись древесина и продукты сельского хозяйства. Железная дорога работала почти исключительно на выполнение военных задач. Жители села и трудовые коллективы оказывали денежную поддержку армии — в частности, участвовали в финансировании постройки танковой колонны «Горьковский комсомолец» и авиационной эскадрильи «Валерий Чкалов». Село не подвергалось бомбардировкам, но дважды с германских самолётов над ним разбрасывали листовки.

### Районный центр (1944—1957)
В ноябре 1944 года Мухтолово решением Верховного Совета РСФСР стало центром новообразованного Мухтоловского района. Из Ардатовского района в Мухтоловский были переданы Голяткинский, Кологреевский, Кузятовский, Личадеевский, Мечасовский, Миякушский, Мухтоловский, Нучинский, Саконский и Стёксовский сельские советы. В административном подчинении у района также оказалось множество небольших посёлков лесорубов, раскиданных по окрестным лесам: Вежать, Камолда, Косогор, Красный Дом, Рудник, Тангей, Фоминские Бараки, Химдомики, Шимариха, а также лесные кордоны: Вилейка, Грозный, Латыши, Мельничный, Никольский, Шилокша. Также в состав новообразованного района вошли соседние железнодорожные разъезды: Венец, Личадеево, Саконы. В начале 1946 года по ходатайству руководства района село Мухтолово было преобразовано в рабочий посёлок, а 12 апреля 1946 года Мухтоловский сельский совет — в поселковый совет.

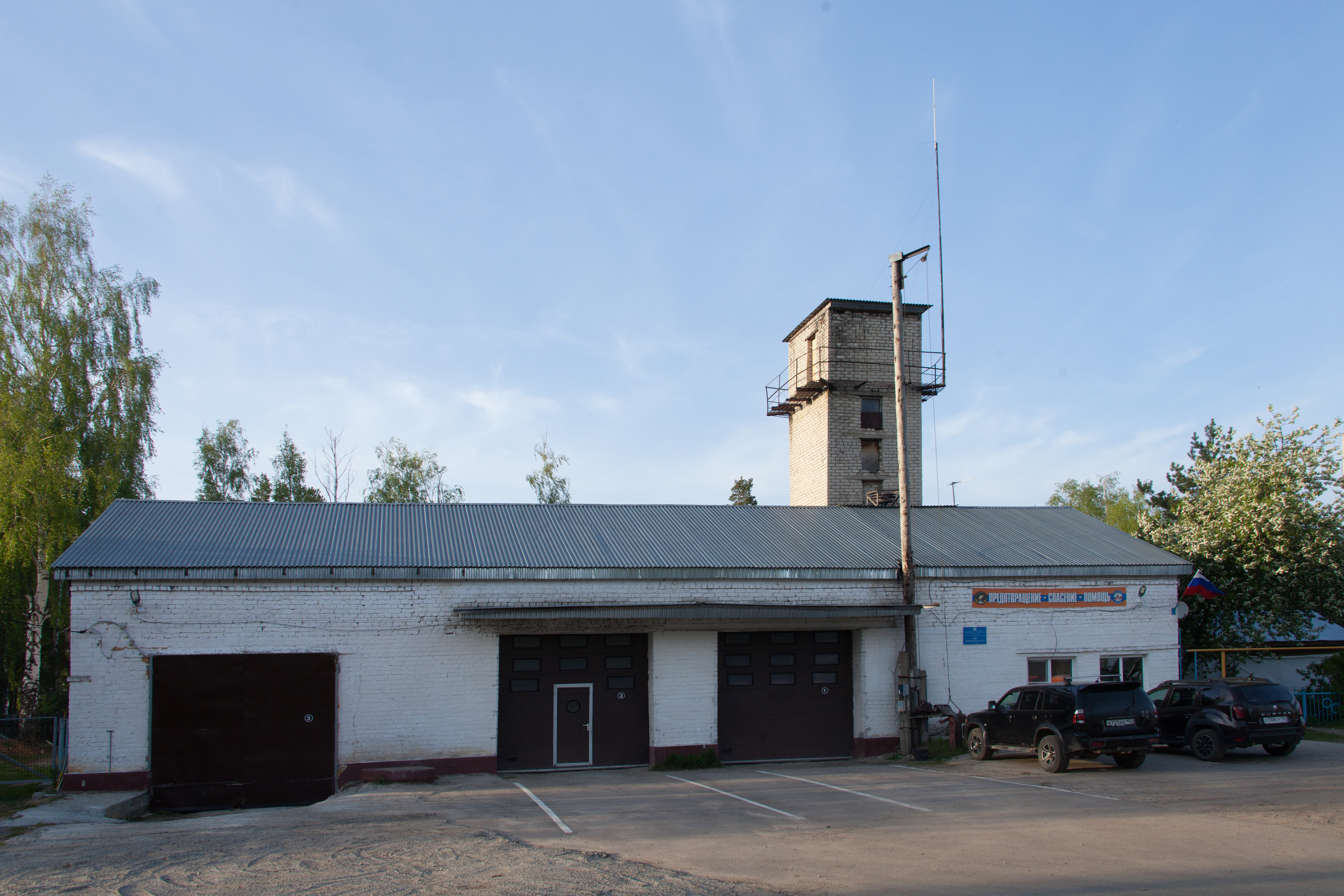
Пожарное депо

3 декабря 1944 года состоялась первая сессия Мухтоловского райсовета, избравшая его председателем Павла Петровича Перминова. Выяснилось, что Мухтолово инфраструктурно не готово к размещению многочисленных органов управления, поэтому для районного комитета ВКП (б) было задействовано помещение главной конторы леспромхоза, а для райсовета — помещение лесхоза. Прочие органы поместились в здании, из которого был выселен детский сад. В последующие годы в посёлке развернулось массовое строительство административных зданий: с 1946 по 1955 годы были построены Дом советов, топливная контора, здания суда, прокуратуры и военкомата, пожарное депо, Дом печати (с 1944 по 1957 года в посёлке выходила газета «Красное знамя» — ни до, ни после в Мухтолове не издавалось своей прессы) и другие здания. В 1947 году восьмилетняя школа была преобразована в среднюю, а лесозавод получил новое здание. 1955 году в районе Чёрного озера был построен стадион (память о его существовании сохранилась в названии Спортивных улицы и переулка). В том же году было организовано первое автотранспортное предприятие. В 1957 году вблизи станции был построен хлебозаготовительный пункт, к нему была протянута ветка железной дороги.
Появление новых предприятий и учреждений требовали новых сотрудников, поэтому в Мухтолове продолжился начавшийся ещё до Великой Отечественной войны рост населения. Хотя после войны параллельно шёл процесс оттока населения (из-за возвращения домой эвакуированных жителей Москвы и Ленинграда, а также государственной программы переселения на земли присоединённой к СССР Восточной Пруссии, ставшей Калининградской областью РСФСР), баланс складывался в пользу приезжавших в посёлок новых жителей. Для их размещения была развёрнута программа строительства жилья. На конец 1950-х годов приходится пик населения Мухтолова: согласно переписи 1959 года в нём проживало без малого 8000 жителей. Однако, в апреле 1957 года была упразднена Арзамасская область, в состав которой Мухтоловский район входил с 1954 года. В ноябре 1957 года Мухтоловский район также был ликвидирован, а его территория передана в Ардатовский район.

### После 1957 года
Ликвидация района в целом отрицательно сказалась на развитии посёлка, но были и плюсы. Если при основании района в Мухтолове не хватало помещений для размещения всех управленческих организаций, то после его расформирования появилось значительное количество свободных площадей, что позволило расширить старые и создать новые организации, преимущественно социальной сферы. Так, в помещении бывшего районного совета разместились начальные классы средней школы № 1, ещё одна начальная школа была открыта в здании бывшего районного военного комиссариата в южной части посёлка, а в здании Дома советов был открыт санаторий. В 1963 году в посёлке было проложено около 25 километров водопровода, а также открыты две общественные бани, в 1965 году вошёл в строй хлебозавод, в 1970 году — Дом быта.

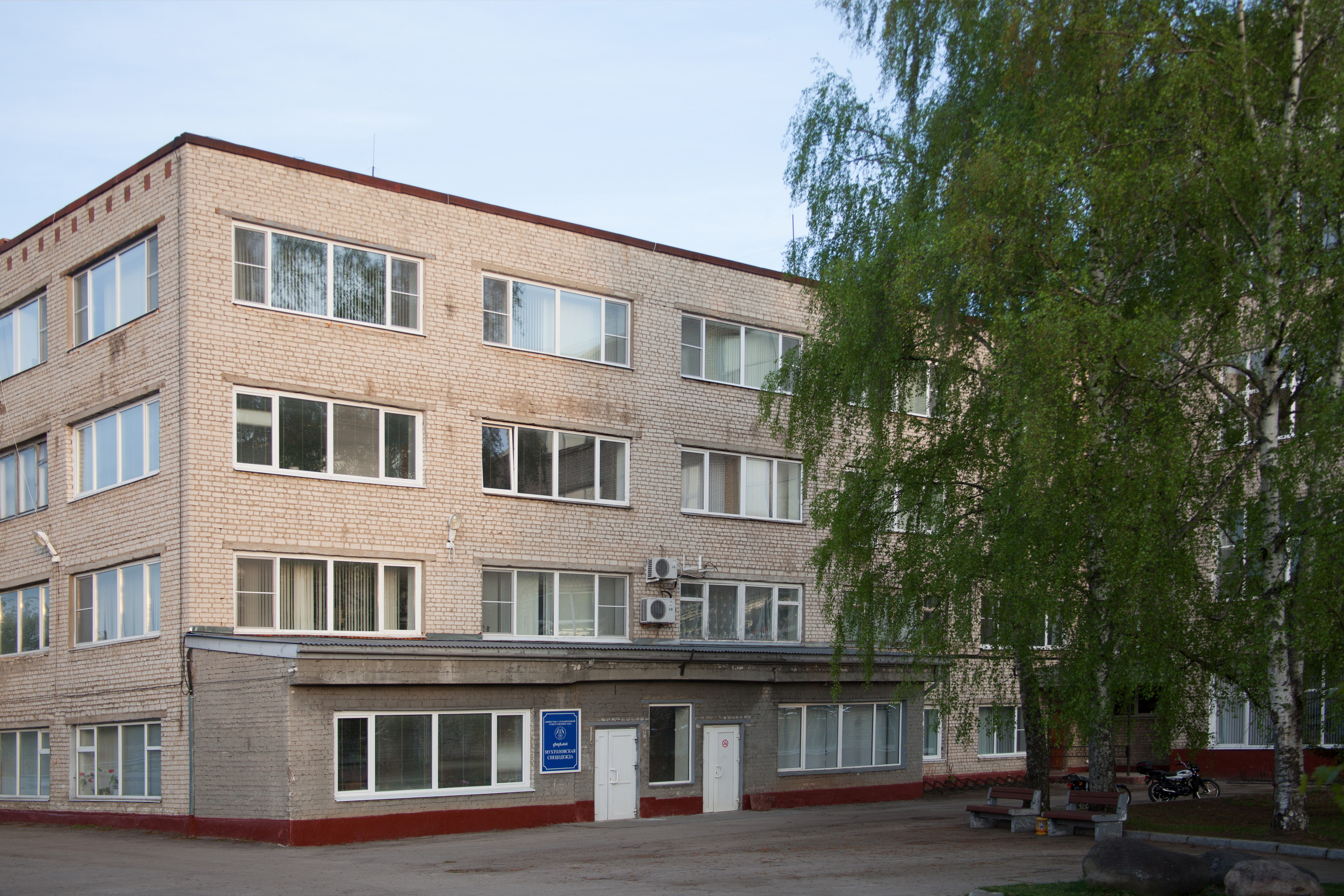
Швейная фабрика

Исторически сложилось, что промышленные предприятия Мухтолова и его окрестностей (лесозаготовки, железнодорожная станция) требовали преимущественно мужского физического труда. Для решения вопроса с трудоустройством женщин было принято решение построить швейную фабрику. Фабрика по производству спецодежды на 1000 рабочих мест была открыта в 1974 году. В 1970-х годах была произведена реконструкция инфраструктуры, были заасфальтированы главные улицы (некоторые второстепенные не имеют асфальта до сих пор). В 1973 году была построена станция фильтрования воды для водопровода, в 1976 — открыт Дом культуры, в 1979 — автоматическая телефонная станция.
С 1980-х годов рост Мухтолова замедлился, начался отток населения. Тем не менее, в 1981 году был открыт кинотеатр (закрыт в 1990-х), в 1982 году сделана пристройка к средней школе № 1, а в 1986 году в южной части посёлка открыта средняя школа № 2. В 1986 (по другим данным — в 1990) году в Мухтолово был проведён газ.
В 1990-х годах посёлок вошёл в кризисное состояние. Производство на деревообрабатывающих предприятиях сократилось, в 1992 году была предпринята попытка открыть совместное предприятие с итальянскими бизнесменами, но она оказалась неудачной и была свёрнута в 1995 году. Также из-за создания в 1990-х годах вокруг Мухтолова нескольких особо охраняемых природных зон сильно сократилась добыча живицы. Наибольших успехов достигла швейная фабрика, приватизированная и преобразованная в ООО «Мухтоловская спецодежда», которая превратилась в крупнейшее производство не только посёлка, но и всего Ардатовского района. Вместе с тем, подобная монополизация сыграла злую шутку с посёлком, и распоряжением Правительства России Мухтолово было включено в список моногородов Российской Федерации с риском ухудшения социально-экономического положения.

## Физико-географическая характеристика

### Географическое положение
Рабочий посёлок Мухтолово находится в Ардатовском районе Нижегородской области России, в 25 км к северу от районного центра — рабочего посёлка Ардатова, в 156 километрах к юго-западу от областного центра — Нижнего Новгорода и в 409 километрах к востоку от столицы России —Москвы. Через Мухтолово проходит автомобильная дорога Павлово — Саконы, в 9 километрах к северу от посёлка находится съезд с автомобильной трассы М-12 «Восток». Мухтолово также пересекается железной дорогой Москва — Казань, на его территории расположена железнодорожная станция «Мухтолово».

### Часовой пояс
Мухтолово находится в часовой зоне МСК (московское время). Смещение применяемого времени относительно UTC составляет +3:00. В соответствии с применяемым временем и географической долготой средний солнечный полдень в Мухтолове наступает в 12:05—12:10.

### Климат
Рабочий посёлок Мухтолово находится в зоне умеренно-континентального климата, который характеризуется холодной продолжительной зимой и тёплым, но достаточно коротким летом. За год выпадает в среднем 450—550 мм осадков, из них 68 % — в виде дождя и 32 % — в виде снега. Среднегодовая относительная влажность воздуха — 76 %. Снежный покров достигает 50 см, а в особо снежные зимы может достигать одного метра и более.
Весна приходит резко, обычно к середине апреля, при этом вплоть до середины мая нередки заморозки. Лето сравнительно короткое и достаточно жаркое — в отдельные годы температура может достигать 36 °C. Шапка лета приходится на июль. В конце весны и лета нередки грозы — их может случаться до 20 за год, почти каждый год выпадает град. Осень приходит в сентябре и стоит до начала ноября, но уже в сентябре нередки заморозки. Зима наступает в начале ноября и продолжается до середины марта. Обычно первый снег выпадает в октябре и держится в течение пяти месяцев, сходит к 10—15 апреля. Почва промерзает на глубину 70—90 см.
Максимальная температура за время наблюдений была зафиксирована в 1972 году и составила +42 °C; минимальная — в 1941 году −43 °C.
| Показатель                    | Янв.  | Фев.  | Март  | Апр. | Май  | Июнь | Июль | Авг. | Сен. | Окт. | Нояб. | Дек.  |
| ----------------------------- | ----- | ----- | ----- | ---- | ---- | ---- | ---- | ---- | ---- | ---- | ----- | ----- |
| Средний суточный максимум, °C | −5    | −5    | 1     | 11   | 18   | 22   | 24   | 21   | 15   | 8    | 0     | −4    |
| Средняя температура, °C       | −9    | −8    | −3    | 6    | 13   | 17   | 19   | 17   | 11   | 5    | −2    | −7    |
| Средний суточный минимум, °C  | −12   | −12   | −7    | 1    | 7    | 11   | 13   | 11   | 6    | 1    | −5    | −10   |
| Средняя облачность, окты      | 79    | 78    | 69    | 58   | 49   | 46   | 41   | 44   | 57   | 68   | 75    | 78    |
| Норма осадков, мм             | 168,3 | 150,1 | 103,4 | 51,2 | 39,1 | 58   | 53,7 | 50,8 | 44,6 | 66,4 | 130,1 | 189,1 |
| Источник: Weather Spark       |       |       |       |      |      |      |      |      |      |      |       |       |

### Геологическое строение

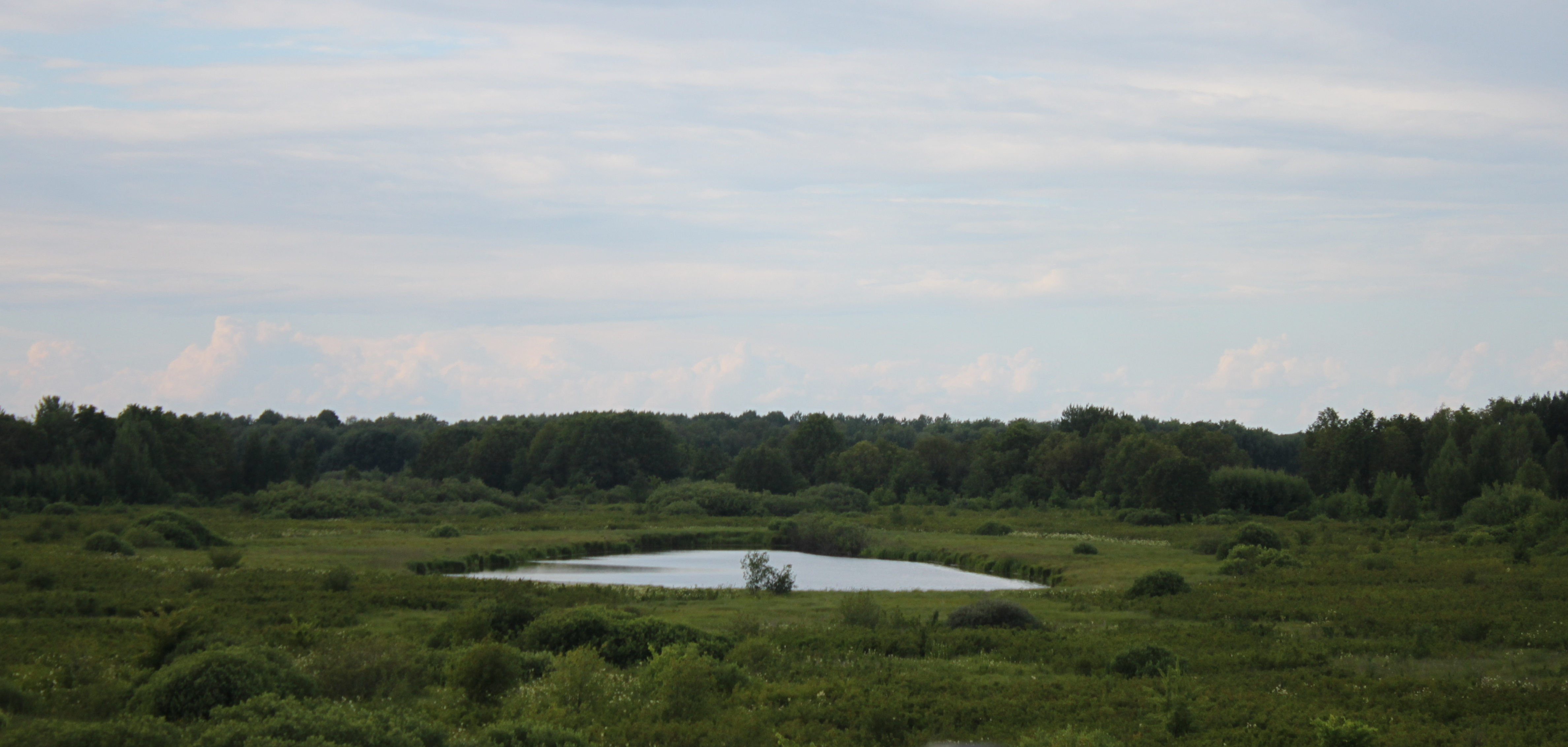
Озерцо карстового происхождения на окраине Мухтолова

Посёлок расположен в области распространения траппов девонского возраста, под которыми (на глубине более 1000 м) залегают породы протерозоя и архея. Геологическое строение местности в районе Мухтолова также характеризуется отложениями пермской и четвертичной систем. Казанский ярус представлен карстующимися известняками и доломитами, кровля более древнего сакмарского яруса сложена гипсами. В нижнепермских слоях имеется большое количество водоносных линз, вода в которых хорошего качества, хотя и слабо минерализована. Четвертичные слои представлены моренными суглинками, флювиогляциальными отложениями, древними и современными аллювиальными отложениями.
По землёй в районе Мухтолова имеется значительное количество карстовых полостей, среди которых преобладают воронки и блюдца. На поверхности регулярно образуются провалы, средняя плотность которых в районе посёлка составляет 50 м на 1 км2. Карстовое происхождение имеют большинство из многочисленных озёр в самом посёлке и в его окрестностях. Между станциями Мухтолово и Балахониха находится Мухтоловский карстовый участок, в районе посёлка Венец — Венецкий. В 1932 году восточнее Мухтолова имел место значительный провал диаметром 100 и глубиной 25 метров. При слиятии карстовых воронок образуются лога и котловины, достигающие 200 метров в длину и 12 метров в глубину. Карстовое происхождение имеет также находящаяся вблизи посёлка Балахонихинская пещера. Проведённые в 1964—1969 годах Дзержинской карстовой станцией исследования обнаружили вблизи Мухтолова 844 воронки общей площадью 16,5 квадратных километра, причём за время исследования появились 8 новых провалов. Вместе с тем, исследования не выявили карстовых явлений на территории самого посёлка.

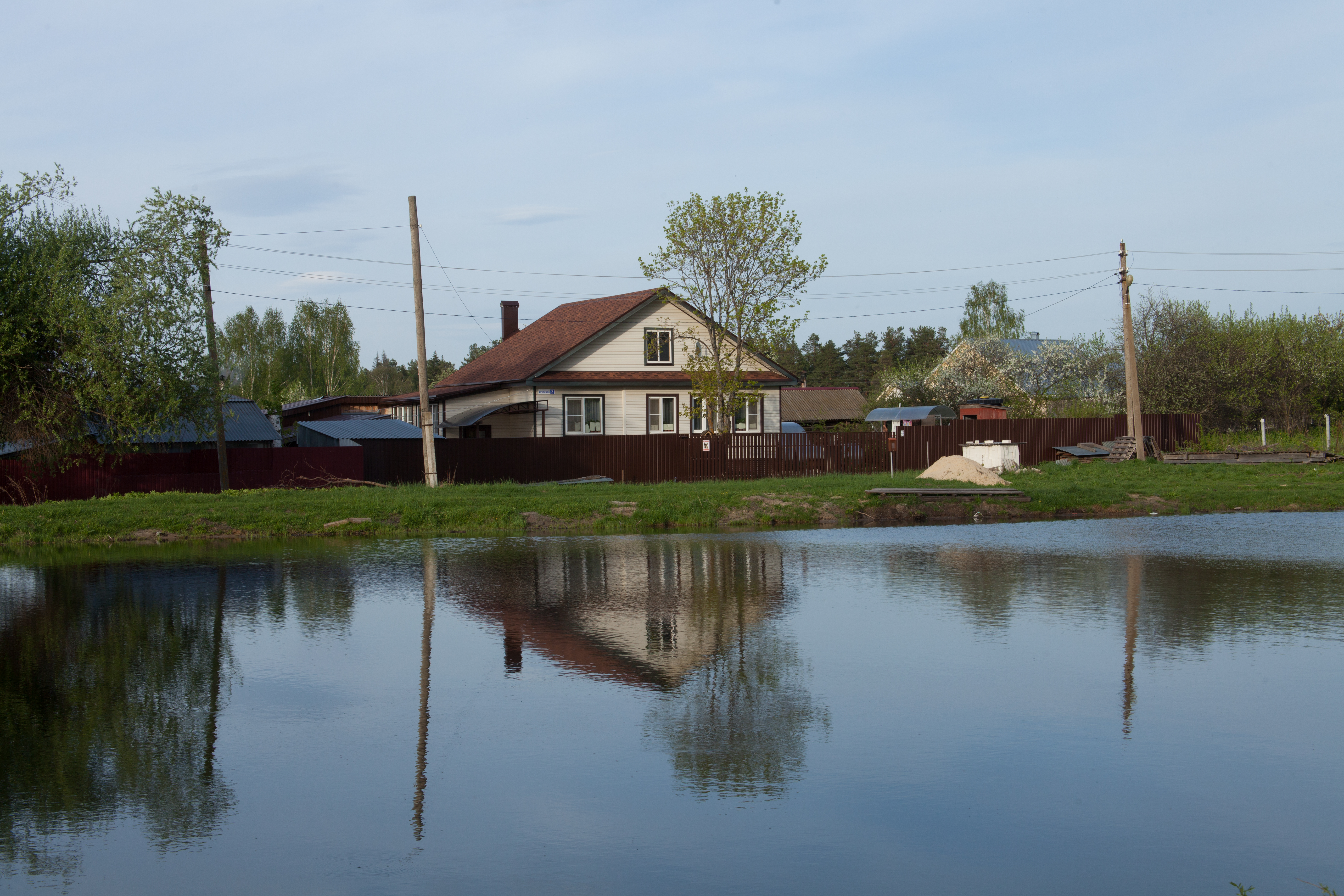
Пруд на улице Крупской

### Гидрография
Предположительно по территории современного посёлка протекала речка Мухта, ныне пересохшая. Пересыхающие в жаркие года небольшие речки и ручьи характерны для данной местности — таковыми в частности являются текущие в непосредственной близости от Мухтолова водотоки Нукс и Чара.
На территории посёлка находится множество небольших озёр, преимущественно карстового происхождения: Жаркей, Карасное, Кладбищенское, Конь, Лягушкино, Машинное, Объездное, Хавроньино, Чёрное, Чёртова Токарня, а также несколько небольших безымянных озёр. Некоторые озёра заболачиваются. Кроме того, в Мухтолове имеются несколько искусственно созданных прудов, например Озеро Любви и Шишкины пруды. На расстоянии нескольких километров к северо-западу от посёлка находятся четыре крупных озера: Большое, Комсомольское, Нуксенское и Чарское, а также Пустынное болото; к северо-востоку — Светлое болото. Эти четыре озера и два болота признаны памятниками природы.

### Почвы
Почвы в районе посёлка дерново-подзолистые, преимущественно песчаные и супесчаные. Небольшие участки заняты торфяно-болотными, глинистыми и суглинистыми почвами.

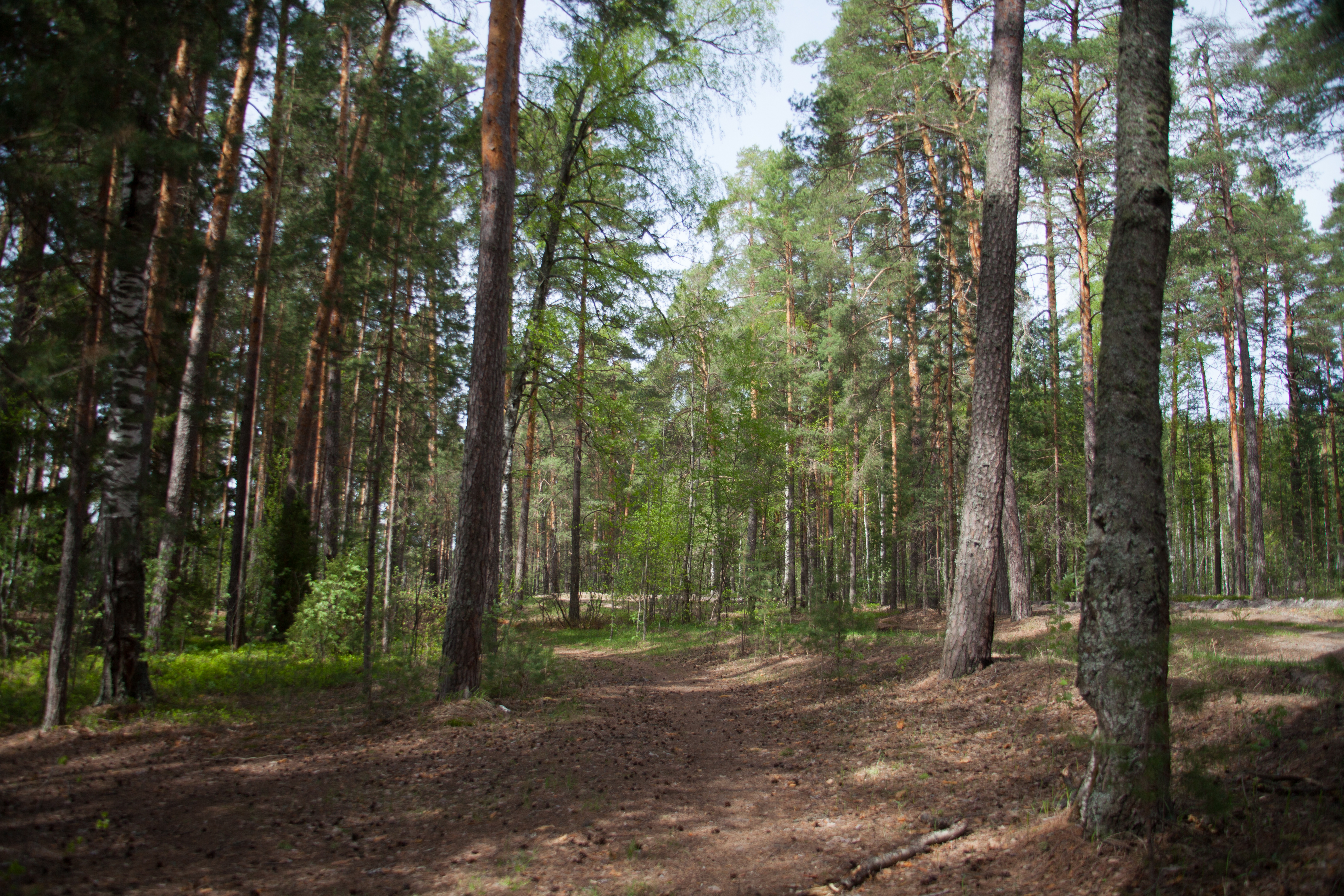
Сосновый бор под Мухтоловом

### Растительность
Посёлок окружён со всех сторон лесами — хвойными и лиственными, которые занимают более 90 % окружающей местности. По классификации Дмитрия Сергеевича Аверкиева, леса в районе Мухтолова относятся к XIV ботанико-географическому подрайону. Растительный мир достаточно разнообразен — в нём произрастают более 350 видов деревьев, кустарников и трав. Леса подразделяются на хвойные, в которых произрастают сосна и ель, лиственные, где встречаются берёза, дуб, ива, клён, липа, ольха, осина, ясень, и смешанные хвойно-лиственные. В прошлом имелись значительные дубовые рощи, впоследствии вырубленные — но даже и сегодня на территории посёлка и окружающих его земель имеется большое количество дубов, возраст некоторых достигает 300 лет.
Леса вблизи Мухтолова богаты природными дарами — грибами и ягодами. Среди грибов выделяется белый гриб трёх инфравидовых рангов, который иногда достигает огромных размеров — так в 1976 году местным жителем К. П. Свешниковым был найден гриб весом более 4 килограммов. Помимо этого встречается валуй, волнушка, груздь 10 видов, рыжик, сыроежка 20 видов, лисичка, опёнок, рядовка, шампиньон. Из трубчатых грибов выделяется маслёнок, моховик, подберёзовик, подосиновик, польский гриб. Из условно-съедобных грибов распространены несколько видов сморчков. Ягоды в мухтоловских лесах представлены брусникой, голубикой, ежевикой, земляникой, клюквой, костяникой, малиной, черникой.

### Животный мир
Животный мир лесов вокруг Мухтолова достаточно разнообразен. Из млекопитающих там обитают как хищные (выдра, куница, ласка, лисица, хорёк), так и травоядные (кабан, лось). Вплоть до 1970-х годов иногда встречались волк и медведь. Имеются многочисленные грызуны: несколько видов мышей и крыс, белка, бобр, суслик. Часто встречаются ёж, заяц и крот. Птицы представлены воробьями, голубями, дятлами, кукшами, рябчиками, щеглами и некоторыми другими. К гнездящимся птицам относят зеленушек, зябликов, ласточек, соловьёв, тетеревов. На зимовку в мухтоловские леса прилетают пуночки, полярные совы, чечётки, щуры и некоторые другие пернатые. В лесах встречается большое количество пресмыкающихся, в том числе ужи и различные виды ящериц. В водоёмах Мухтолова и его окрестностей водится карась, окунь, плотва, щука, а начиная с 1980-х годов — ротан. Среди насекомых распространены различные виды бабочек, кузнечиков и стрекоз.

## Административно-территориальное устройство

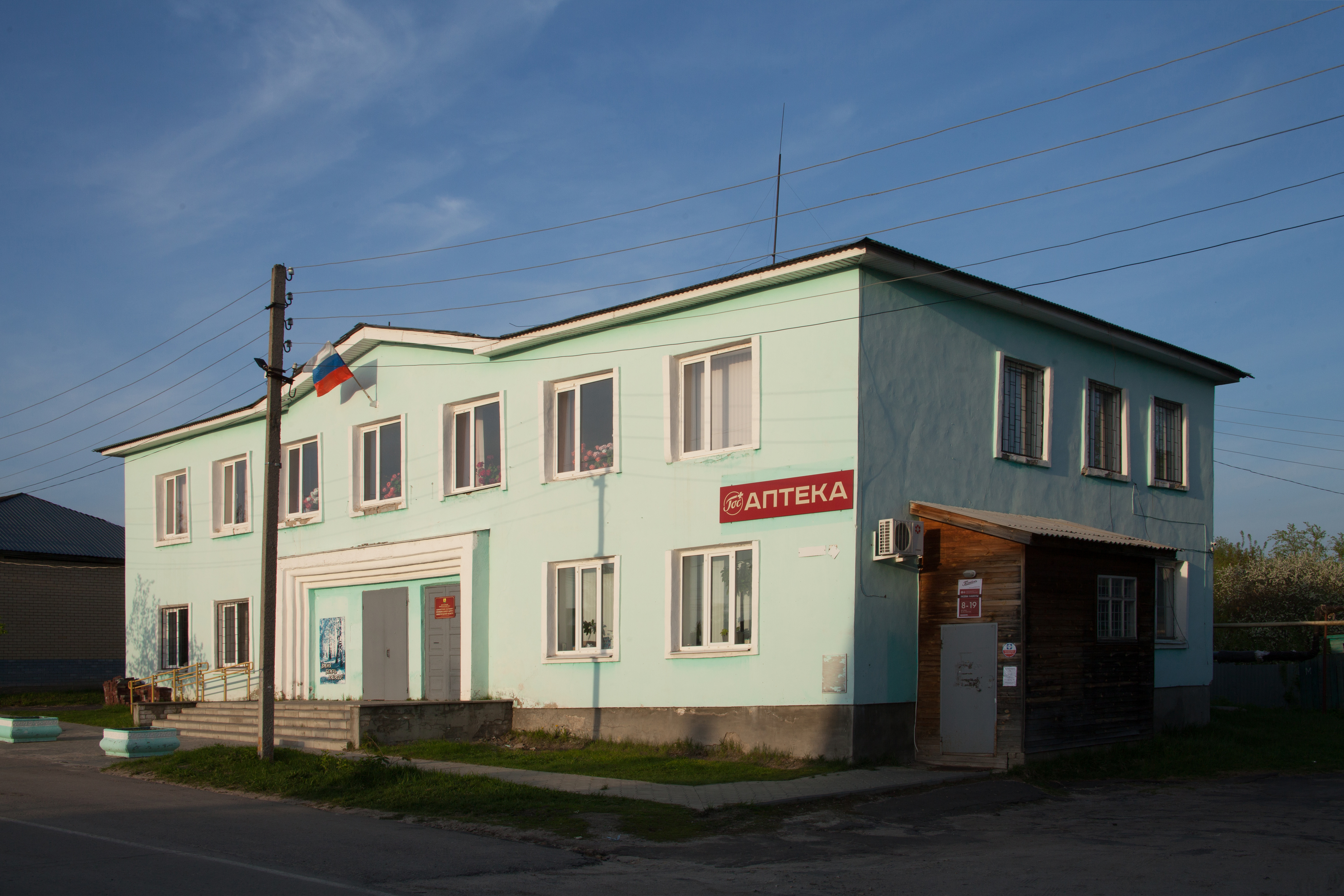
Здание поселковой администрации

### Административная принадлежность
Определить административную принадлежность до 1779 года затруднительно. С 1779 года Мухтолово было частью Личадеевской волости Ардатовского уезда Нижегородского наместничества (в 1797 году наместничество было преобразовано в Нижегородскую губернию). С середины 1923 по 1929 годы входило в Арзамасский уезд, с 1929 по 1931 годы — в Личадеевский район. В 1931 году Личадеевский район был упразднён, и село вошло в Ардатовский район в составе Нижегородского края, затем — Горьковской области. С 1944 по 1957 года село (с 1946 года — рабочий посёлок) — центр Мухтоловского района в составе Горьковской, а с 1954 по 1957 годы — Арзамасской области. С 1957 по 2005 годы — в составе Ардатовского района Горьковской области, в 1990 году переименованной в Нижегородскую область. 24 октября 2005 года Ардатовский район был преобразован в Ардотовский муниципальный район, в составе которого было образовано городское поселение Рабочий посёлок Мухтолово. В состав городского поселения вошли рабочий посёлок Мухтолово, посёлок Венец, посёлок Саконы и деревня Помелиха. Границы поселения были установлены законом Нижегородской области в соответствии с федеральным законодательством. Данное положение было подтверждено главами 1 и 2 «Устава рабочего поселка Мухтолово Ардатовского района Нижегородской области».
4 мая 2022 года Ардатовский муниципальный район был преобразован в Ардатовский муниципальный округ, а городское поселение Мухтолово — в административно-территориальное образование рабочий посёлок Мухтолово с сохранением существовавших границ.

### Органы власти
Согласно статьи 21 «Устава рабочего поселка Мухтолово Ардатовского района Нижегородской области», органом представительной власти в посёлке являлся поселковый Совет рабочего посёлка. Согласно статьи 27 «Устава…», высшим должностным лицом посёлка являлся Глава местного самоуправления, избираемый из числа депутатов Совета.
4 мая 2022 года муниципальные образования Ардатовского муниципального района, включая рабочий посёлок Мухтолово, были объединены и преобразованы в Ардатовский муниципальный округ; органами власти посёлка стали соответствующие органы муниципального округа: администрацией руководит Глава местного самоуправления, а органом местного самоуправления является Совет депутатов Ардатовского муниципального округа.
24 ноября 2022 года был принят новый «Устав Ардатовского муниципального округа Нижегородской области», отменивший действие «Устава рабочего посёлка Мухтолово». Руководство административно-территориальным образованием рабочий посёлок Мухтолово, включая собственно Мухтолово, осуществляется Мухтоловским территориальным отделом администрации Ардатовского муниципального округа. По состоянию на начало 2025 года должность руководителя этого отдела занимает Людмила Анатольевна Новосельцева.

## Население
Согласно несохранившейся летописи, Мухтолово было основано в 1702 году 12 семьями. Эта дата не подтверждена, но уже в ревизии 1721 года уже сказано, что население «деревни Мухтоловки» составляет «130 бортников и 10 новокрещенов». По второй ревизии (1743—1747) в деревне значились «124 души мужского пола». В указе императора Павла I от 5 (16) апреля 1797 о жаловании села Мухтолова Михаилу Фёдоровичу Соймонову указывалось и количество крепостного населения в нём — 146 ревизских душ. В 1859 году население составляло 458 человек (228 мужчин и 230 женщин), в 1903 году оно достигло 540 человек (260 мужчин и 280 женщин). В первые десятилетия XX века население резко выросло сперва за счёт строительства железной дороги и станции при ней, а затем — в результате появления промышленных предприятий (прежде всего в области лесозаготовок). Население достигло своего пика в конце 1950-х годов (7927 человек согласно переписи 1959 года), после чего неуклонно сокращалось и составило 4293 человека в 2021 году — из них 2016 мужчин (47 %) и 2227 женщин (53 %). Согласно переписи 2021/2022 годов, из указавших свою национальность почти 100 % называли себя русскими (4279 из 4293).

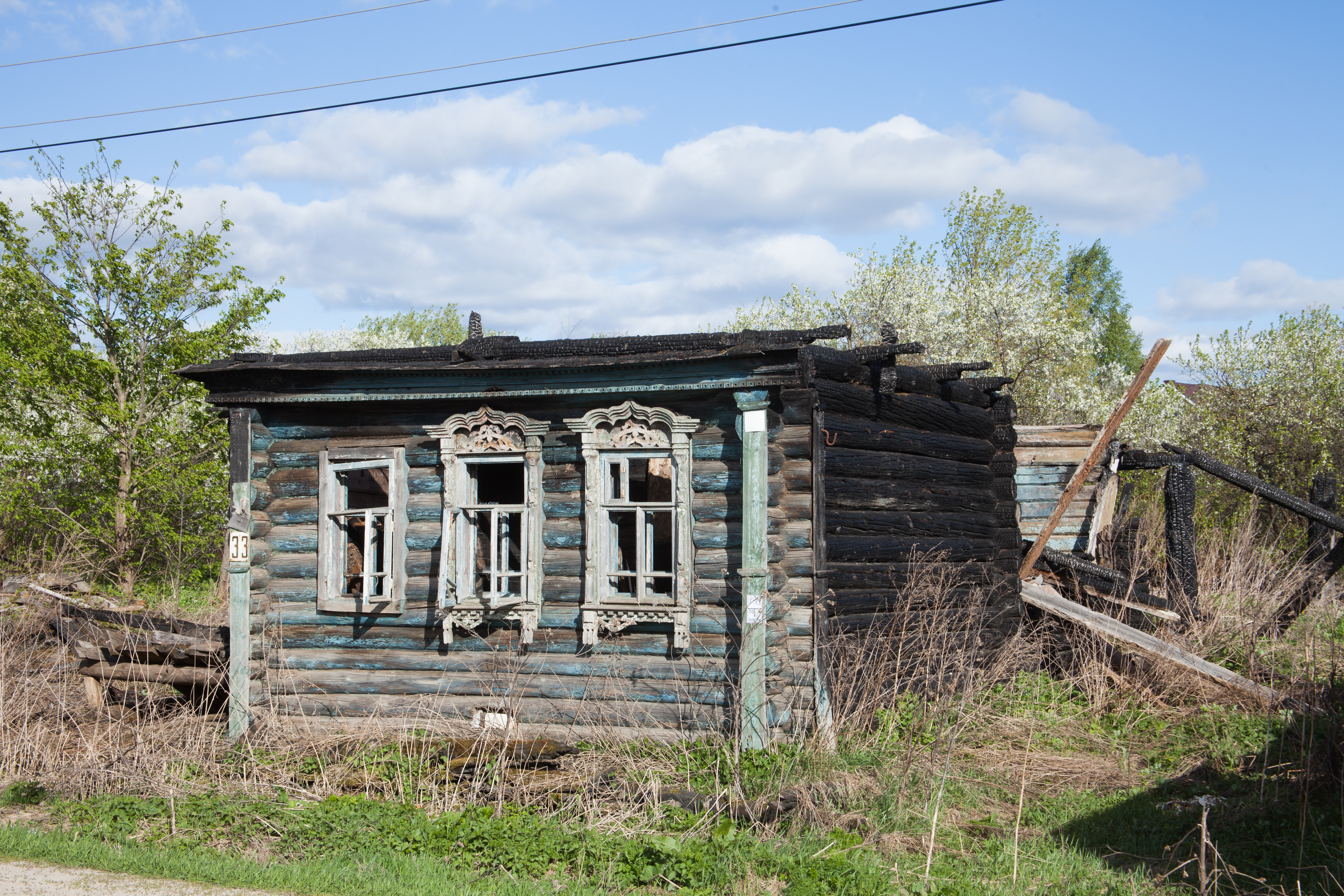
Один из брошенных из-за сокращающегося населения домов

| 1859  | 1903  | 1946  | 1959  | 1970  | 1979  | 1989  | 1999  |
| ----- | ----- | ----- | ----- | ----- | ----- | ----- | ----- |
| 458   | ↗540  | ↗5136 | ↗7927 | ↘5815 | ↗5943 | ↘5868 | ↗6000 |
| 2002  | 2008  | 2009  | 2010  | 2011  | 2012  | 2013  | 2014  |
| ↘5711 | ↘5358 | ↘5287 | ↘5005 | ↘4982 | ↘4939 | ↘4859 | ↘4780 |
| 2015  | 2016  | 2017  | 2018  | 2019  | 2020  | 2021  |       |
| ↘4706 | ↘4688 | ↘4636 | ↘4578 | ↘4529 | ↘4491 | ↘4293 |       |

## Инфраструктура

### Жилой фонд
В 1859 году в Мухтолове насчитывалось 58 дворов, в 1903 году — 140 домов, 1946 году — 475, в 1978 году — 1880. Начиная с 1970-х годов в посёлке было построено несколько многоквартирных домов на средства швейной фабрики, которые позднее были переданы в муниципальную собственность: в 1974 году был заселён дом на 119 квартир, в 1976 — на 60, в 1977 — общежитие на 425 мест, в 1988 — дом на 20 квартир.
По состоянию на 2021 год в рабочем посёлке Мухтолово имелось 1412 жилых домов общей площадью 128 000 м2. При этом из них многоквартирных — лишь 17 домов общей площадью 27 316 м2, высотой от 2 до 5 этажей, построенных между 1967 и 2015 годами.

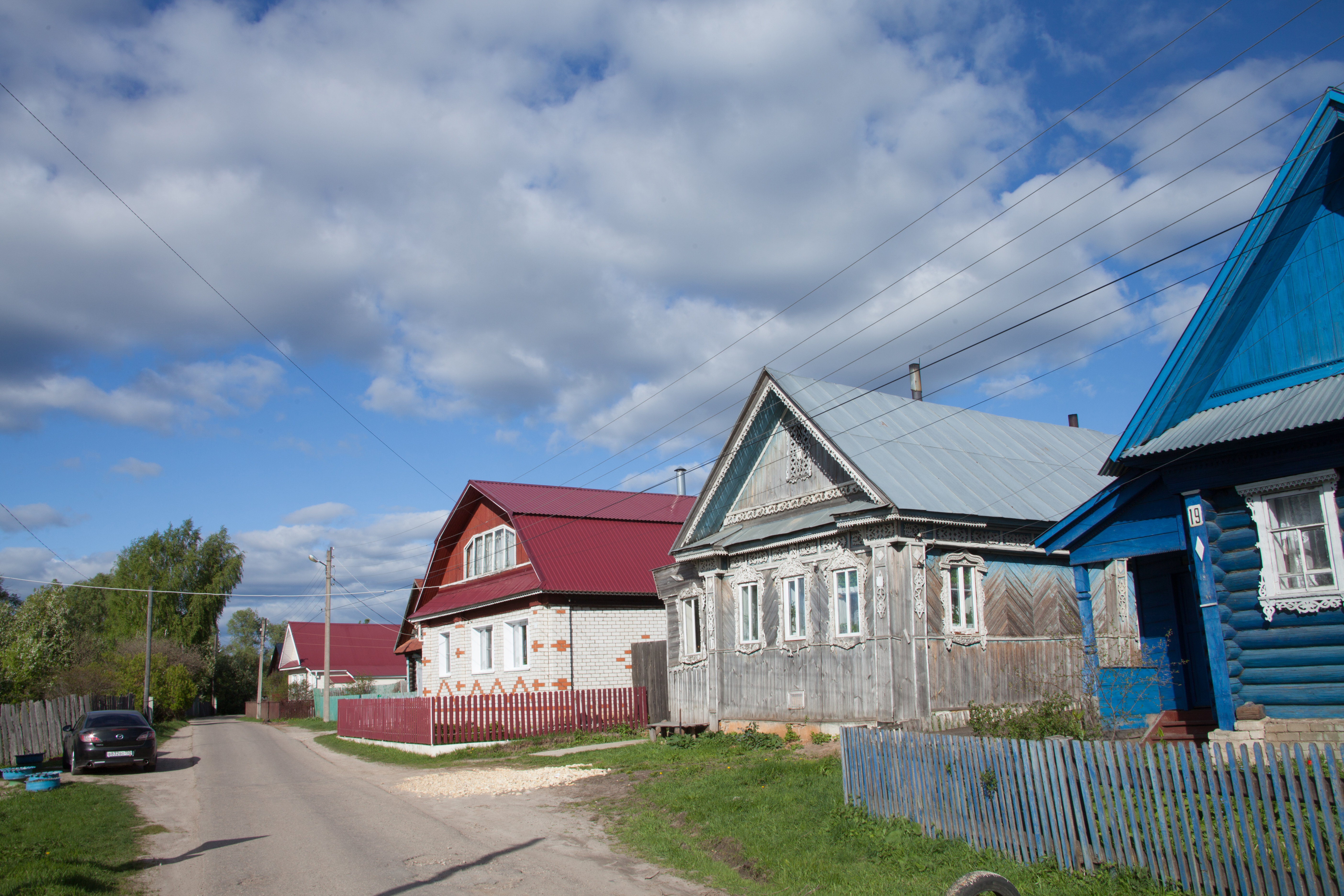
Улично-дорожная сеть

### Улично-дорожная сеть
Старейшими улицами, появившимися в селе Мухтолове, были улица Красная Слобода (ныне улица 8 марта) и Ардатовская улица (ныне улица Степаненко). После открытия станции, в 1912—1913 годах были проложены 2 новые улицы: та, что шла от села до станции, получила название Вокзальной, а проложенная вдоль полотна железной дороги, на которой было открыто почтовое отделение — Почтовой. По состоянию на лето 2024 года в посёлке было 43 улицы: улица 1 Мая, 8 марта, Белинского, Больничная, Владимирского, Вокзальная, Гагарина, Гоголя, Горького, Заводская, Заготовительная, 1-я и 2-я Зелёные, Зои Космодемьянской, имени Седова, Кирова, Клубная, 1-я и 2-я Комсомольские, Кооперативная, Крупской, Лесная, Луговая, Макарцева, Мира, Моисеева, Молодёжная, Новая, Овражная, Октябрьская, Пионерская, Победы, Полевая, Почтовая, Пушкина, Северная, Советская, улица Советская Площадь, Спортивная, Степаненко, Школьная, Энергетиков и Южная. Кроме того, есть 10 переулков: Восточный, Заводской, Кировский, Парковый, Первомайский, Пионерский, Почтовый, Садовый, Спортивный и Центральный. Общая протяжённость улично-дорожной сети составляет по одним данным 46,6 километров, по другим — 67,1 километров, из которых 37,6 километров с твёрдым покрытием.
Самая длинная из мухтоловских улиц — Кооперативная, самая короткая — Заготовительная, самая прямая — Горького, самая искривлённая — Северная, самые естественные названия у Северной и Южной улиц, самое странное название у улицы Советская Площадь.
Через посёлок проходит автомобильная дорога Павлово — Саконы. В 2013 году было запланировано строительство объездной дороги протяжённостью 6,8 километров, однако по состоянию на лето 2024 года дорога не только не была построена, но её строительство даже не начиналось.

### Электроснабжение
По состоянию на вторую половину 1940-х годов, в посёлке имелись 2 сельские электростанции. После организации автотранспортного предприятия в 1955 году его руководство приобрело и установило электростанцию ДЭС-30, которая снабжала электричеством не только предприятие, но и жителей близлежащих домов. В 1962 году посёлок был подключен к общей энергосистеме СССР. По состоянию на 2013 год Мухтолово обеспечивалось электрической энергией от сетей электрического управления «Нижновэнерго». В посёлке имелась понизительная подстанция 35/10 кВ мощностью 4+3,2 МВа с резервом мощности 0,45 МВа. По состоянию на 2021 год протяжённость электросетей в посёлке составляла 73 километра и было запланировано повышение мощности и надёжности электроснабжения за счёт строительства трансформаторной подстанции 10/0,4кВ 2×400 кВА. Кроме того, в посёлке расположена тяговая подстанция, обслуживающая железную дорогу.

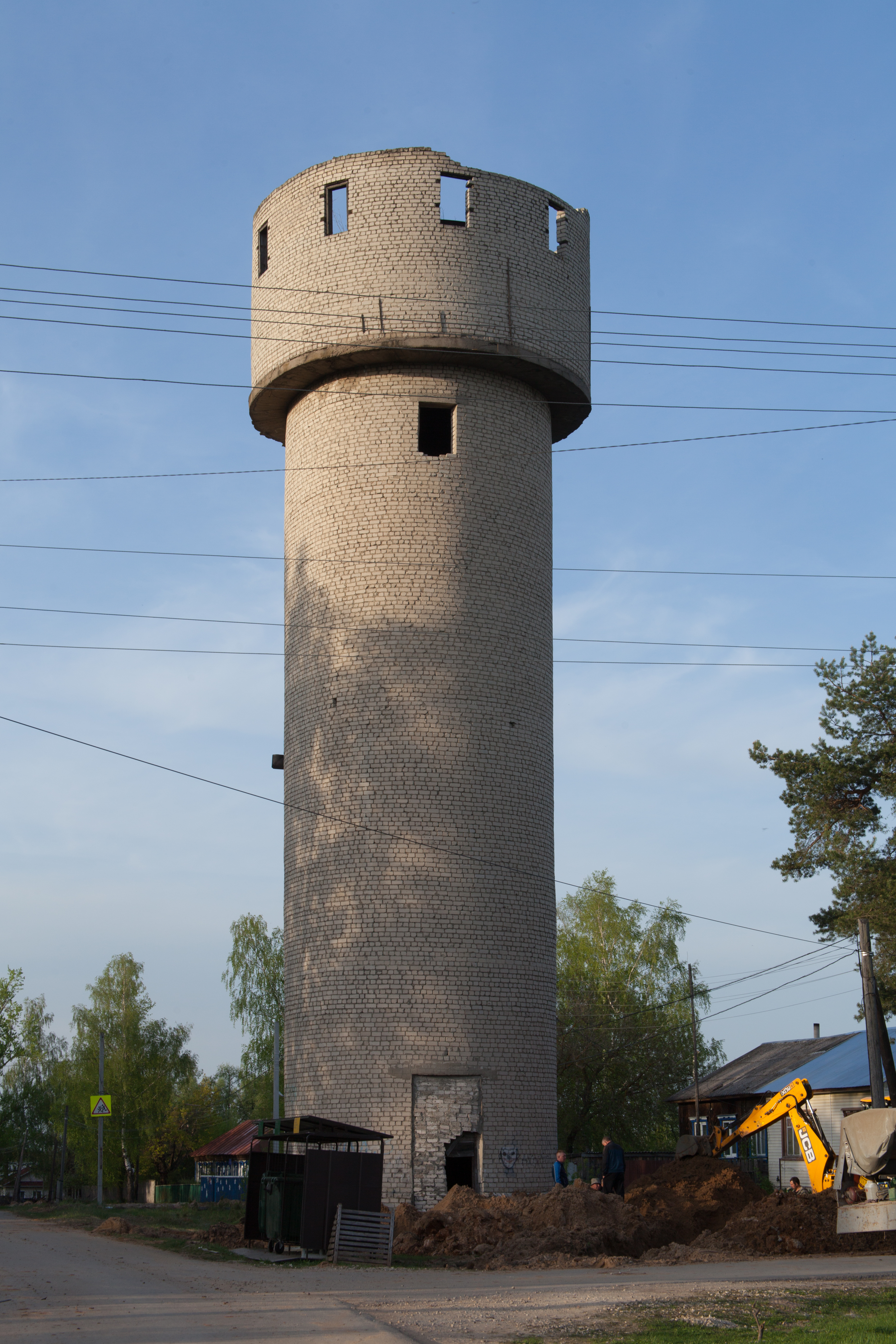
Водонапорная башня

### Водоснабжение и водоотведение
Прообраз водопровода появился в Мухтолове в 1912 году, когда на Нуксенском озере в нескольких километрах от посёлка была появилась водокачка, поставлявшая воду для заправки паровозов на открытую в том же году железнодорожную станцию. В начале 1941 года в дополнение к имевшейся водопроводной линии на станцию была проложена вторая, подававшая воду в посёлок. В 1963 году в Мухтолове была сделана разводка водопроводных труб по посёлку общей протяжённостью около 25 километров. В 1973 году была построена фильтровочная станция на водопроводе мощностью 3000 м3 очищенной воды в сутки. В 1996 году забор воды из Нуксенского озера был прекращён, вместо этого в районе озера были пробурены 3 скважины, осуществляющие подачу воды питьевого, бытового и технического назначения в посёлок. По состоянию на 1 января 2024 года центральное водоснабжение обеспечивается в 100 % мухтоловских квартир, но лишь в 38 % частных домов, что меньше, чем в среднем по Ардатовскому району (65 %). Централизованным водоотведением (канализацией) по состоянию на ту же дату были обеспечены только многоквартирные дома. В конце 2024 года в посёлке была введена в строй новая скважина водозабора и фильтрации воды, которая позволяет обеспечить водопроводной водой практически всех жителей посёлка.

### Газоснабжение
Первый газопровод был проведён в Мухтолово в 1986 (по другим данным — в 1990) году, в том же году по территории посёлка были проведены 5,6 км газовых сетей. Обеспечение Мухтолова бытовым газом обеспечивается за счёт магистрального газопровода Ярославль — Починки. В посёлке имеется собственная газораспределительная станция.

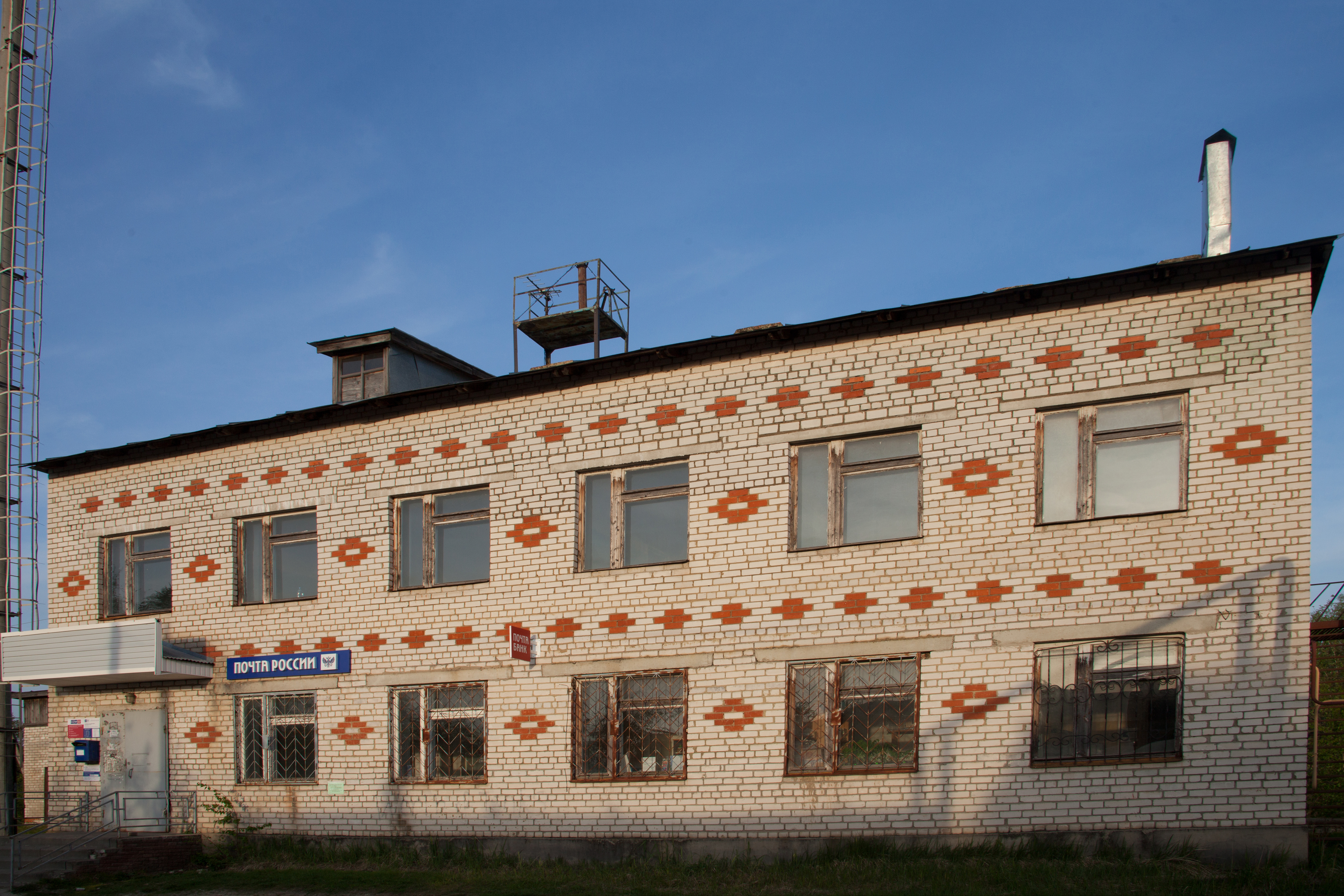
Почтовое отделение

### Связь
Почтовая связь в Мухтолове появилась в 1911 году, ещё до открытия железнодорожной станции «Мухтолово». Тогда напротив станции была создана почтово-телеграфная контора, давшая впоследствии название Почтовой улице. Первоначально контора находилась под управлением железнодорожников, а с 1923 года обслуживалась мухтоловскими связистами. С конца 1920-х годов основной задачей сотрудников стала организация радиотрансляционной сети в жилых домах и организациях села, к 1930-м годам эта задача была в основном выполнена. В 1946—1947 годах для почтового отделения было построено новое, более вместительное здание. В 1957 году почтовая и телеграфно-телефонная служба были разделены на две независимые организации. Почтовая
служба посёлка со временем была преобразована в отделение «Почты России» с индексом 607150.
В 1977 году в Мухтолове была введена в строй автоматическая телефонная станция на 400 номеров, в 1988—1989 годах она была переведена в новое здание и номерной фонд был расширен. В посёлке имеется система проводной телефонной связи, эксплуатируемая по одноступенчатой схеме. Мобильная сеть представлена операторами «Билайн», «Мегафон», «МТС» и «T2».
Проводной доступ в интернет обеспечивает провайдер «Ростелеком», беспроводной — операторы мобильной связи.

## Экономика

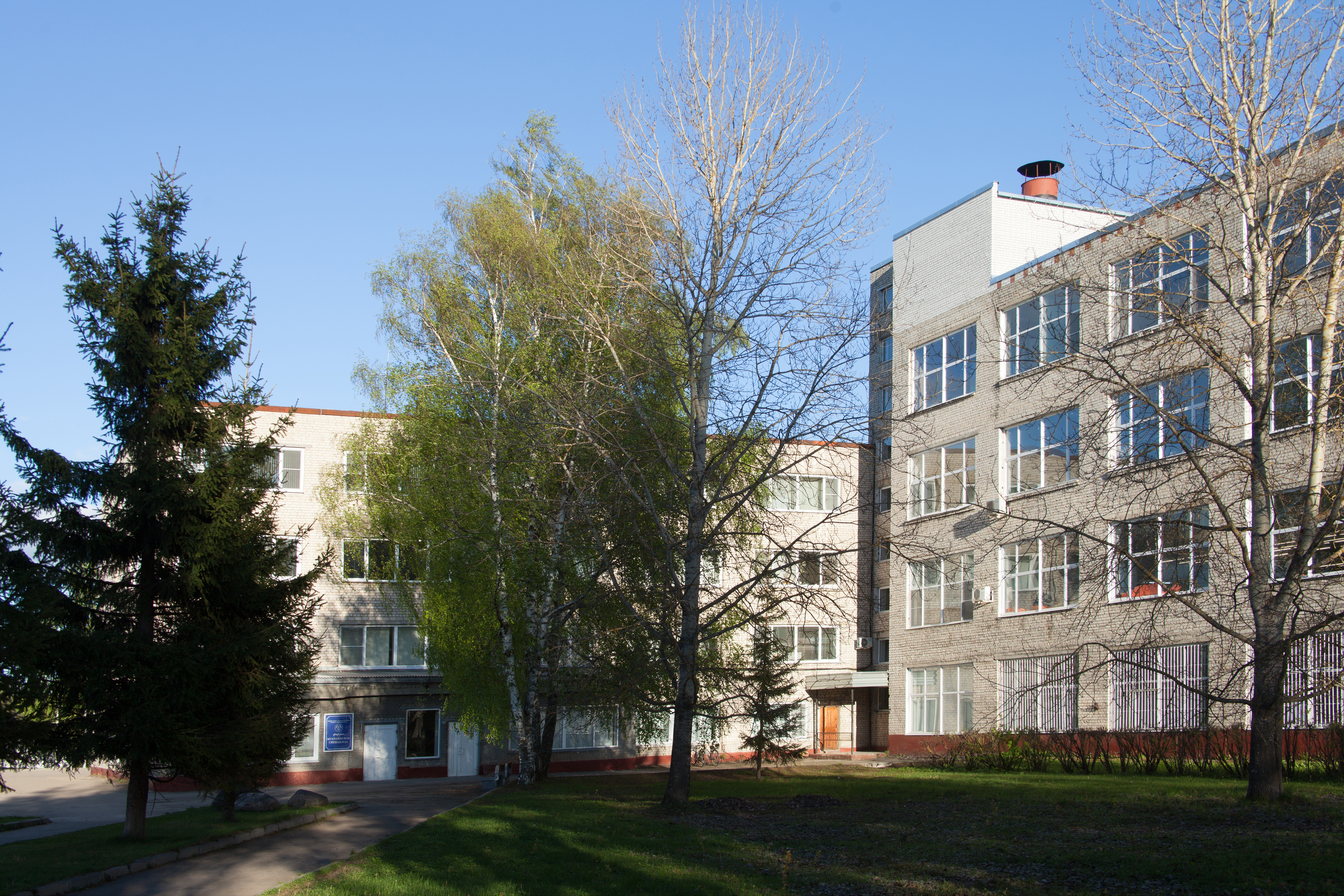
Фабрика спецодежды

### Промышленность
Основой экономики посёлка является лёгкая промышленность — на долю находящейся в Мухтолове швейной фабрики ООО «Мухтоловская спецодежда» в 2010 году приходилось 64,1 % объёма выпускаемой промышленной продукции и около 50 % численности работающих в промышленном производстве всего Ардатовского района. Идея открытия фабрики появилась ещё в 1950-х годах — причиной её создания было то, что на тот момент практически все работы в посёлке были сложные физические («мужские»), а работы для женщин не было. С 1962 по 1966 годы были проведены изыскательные и проектные работы. В 1968 году была образована дирекция строительства. Строительные работы были в целом завершены к лету 1971 года, но фабрика была пущена в строй лишь 31 января 1974 года. На 1 января 1975 года штат работников составлял уже 777 человек. В 1970—1980-е годы производство стабильно росло — с 1,7 млн рублей в 1974 году до 21,5 млн рублей в 1987. 2 января 1990 года Мухтоловская швейная фабрика была преобразована в арендное предприятие, 7 мая 1992 года фабрика была приватизирована за 4467 тыс. рублей, переименована в ТОО «Мухтоловская спецодежда» и стала собственностью трудового коллектива. В тот момент на фабрике работали 1021 человек, её директором и председателем правления стал Владимир Семёнович Авдеев. Фабрика успешно прошла экономические преобразования 1990-х годов и смогла стать поставщиком спецодежды для многих крупнейших компаний России, среди которых Горьковский автомобильный завод, Иркутский алюминиевый завод, «Лукойл», «Роснефть», «Тюменьнефть», «ЮКОС». В 2000 году фабрика стала крупнейшим предприятием лёгкой промышленности Нижегородской области с числом работающих 1225 сотрудников. По состоянию на лето 2024 года ООО «Фирма „Мухтоловская спецодежда“» имеет среднесписочный состав 314 сотрудников и продолжает работать.
Первым промышленным предприятием Мухтолова был леспромхоз, основанный в 1911 году как лесозаготовительный завод акционерного общества «Треппель, Позняк и Кº». Его строительство было вызвано прокладкой вблизи села железной дороги, что делало возможным вывоз готовой продукции — тёса и досок. Уже в 1912 году предприятие получило нового инвестора — Льва Самуиловича Перельштейна, аптекаря из Арзамаса. Через несколько лет он полностью выкупил производство. Летом 1917 года на заводе работало уже 80 человек, а для доставки брёвен с лесоповалов нанимали возчиков со своими подводами — их количество иногда доходило до 400. Вскоре после Октябрьской революции 1917 года, уже в ноябре завод был национализирован и передан в Арзамасское объединённое управление, но вскоре прекратил производство и был закрыт. В 1924 году производство было восстановлено, теперь им управлял трест «Волга-Ока-лес», с 1925 года — «Севостлес», а с 1929 — «Ниждрев». В 1930-х годах была произведена модернизация производства — его объём достиг 15 000 м3 древесины в 1930 и 15 000 м3 в 1934 году. Завод перешёл на круглогодичную работу (до этого работал только сезонно), помимо достаточно простых деревянных изделий появились и более сложные — детали для использования в судостроении и авиации. С 1924 по 1934 годы Мухтоловский леспромхоз поставлял продукцию на экспорт (в Бельгию, Великобританию, Египет). Лес поставлялся как из мухтоловских лесов, так и из Саровского лесного массива. В 1933 году у леспромхоза появился первый в Мухтолове трактор, в 1936 — грузовой автомобиль. В 1947 году леспромхоз был преобразован в лесокомбинат. В 1961 году был организован столярный цех, производивший окна и двери, в 1967 году производство достигло 130 000 м3 древесных изделий в год, которые поставлялись в 28 районов и 467 колхозов и совхозов. С конца 1950 до конца 1970-х годов была проведена глубокая модернизация производства. В 1974 и 1980 годах на предприятии произошло два больших пожара, но производство было восстановлено, в 1984 году число работников составляло 334 человека. В 1996 году предприятие было акционировано и стало называться «Мухтоловский леспромхоз». Однако, компания не смогла успешно работать в условиях рыночной экономики и была ликвидирована в 2012 году. На базе бывшего леспромхоза были открыты несколько небольших частных производителей древисины.
Ещё одним важным промышленным производством в Мухтолове был созданный в 1936 году химлесхоз. Он был организован для сбора в сосновых лесах живицы, которая использовалась при производстве канифоли, скипидара и других веществ. Мухтоловский химлесхоз добывал живицу в лесах Ардатовского, Арзамасского и Сосновского районов. Для сборщиков в лесах строились временные селения, где они проживали в бараках течение вахты — так вокруг Мухтолова появились селения Вежать, Тангей, Химдомики, Шемариха и другие. В первый год было собрано около 400 тонн живицы, в 1960 году был достигнут пик в 1642 тонны. В дальнейшем химлесхоз испытывал взлёты и падения, многочисленные реорганизации, потеря и вновь приобретение хозяйственной самостоятельности. В 1992 году предприятие добыло 1300 тонн, а в 1994 — всего 282 тонны живицы. Связано такое падение было как с сокращением спроса из-за кризисного состояния потребителей, так и с организацией вблизи Мухтолова нескольких особо охраняемых природных зон, в которых сбор живицы был запрещён — если в 1980-х годах у предприятия было 12 мастерских участков, то в 2001 году их осталось только 2. В 2008 году Мухтоловский химлесхоз был окончательно ликвидирован, после этого сбором живицы в мухтоловких лесах занимается нижегородская компания «НТЦ „Химинвест“».
Помимо этого, ранее в Мухтолове работали ныне закрытые лесхоз, хлебозавод, нефтебаза и некоторые другие промышленные предприятия.

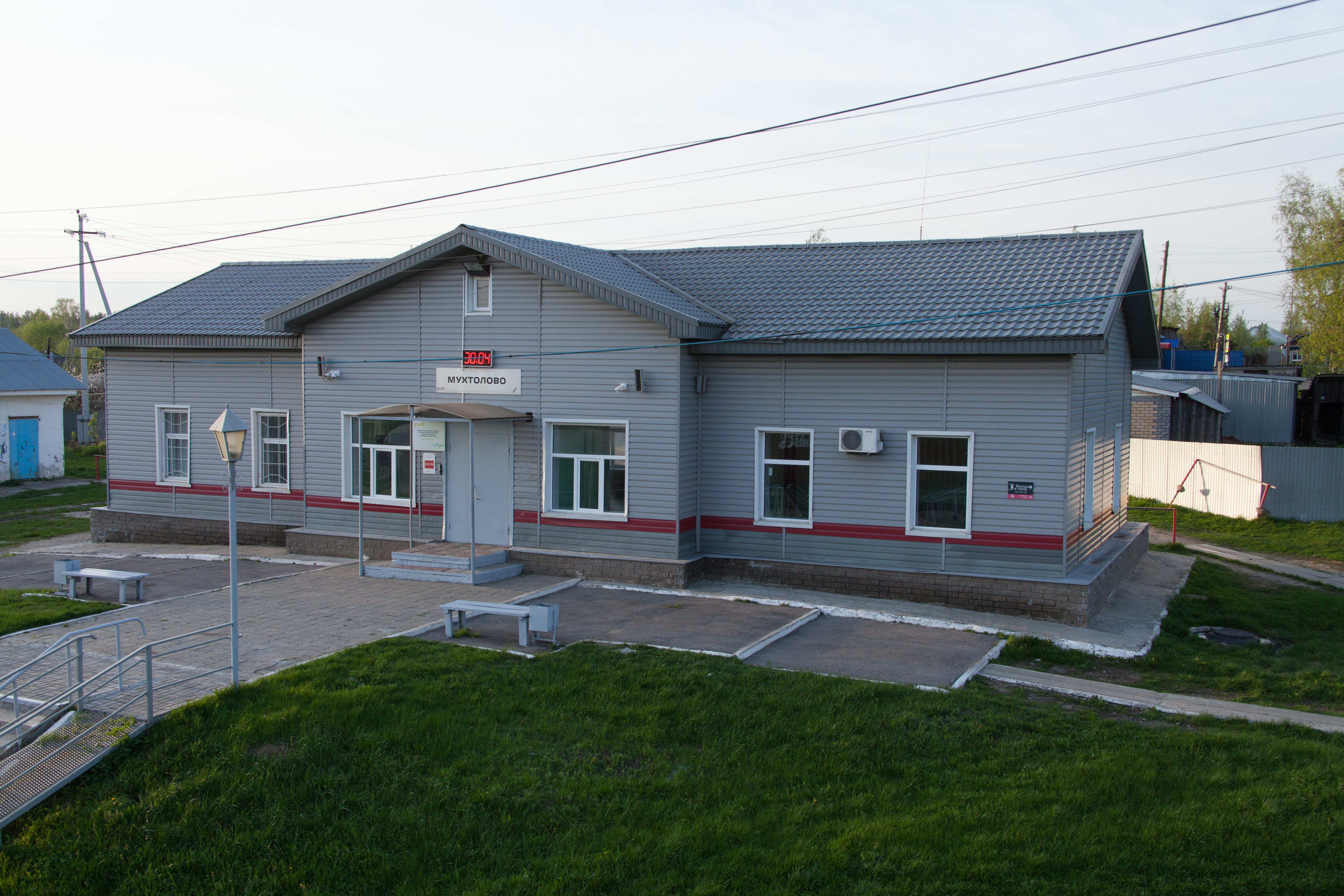
Железнодорожная станция «Мухтолово»

### Транспорт
Железнодорожная станция «Мухтолово» на линии Муром — Арзамас открылась в 1912 году. За год до этого были построены здание вокзала и дом начальника станции, а на Нуксенском озере появилась водокачка, из которой вода для заправки паровозов по трубам подавалась на станцию. В рамках строительства железнодорожной станции на территории нынешнего посёлка была также возведена внушительная земляная насыпь высотой до 15 метров. В первые десятилетия существования станции на ней было три пути, в том числе — один пакгаузный. Пропускная способность железной дороги вблизи Мухтолова в течение длительного времени оставалась невысокой — лишь в 1970 году она стала двухпутной. В 1977 году был построен мост для пассажиров над железнодорожными путями, на следующий год движение поездов стало управляться под руководством диспетчера. В 1985 году железная дорога была электрифицирована, в Мухтолове была построена тяговая подстанция. В 1990-х годах произошло заметное сокращение уровня как грузовых, так и пассажирских перевозок. В 1998 году станция была объединена с двумя соседними («Венцом» и «Тёшей»). По состоянию на лето 2024 года станция используется как товарная, так и как пассажирская — на ней останавливаются электропоезда сообщением до Арзамаса, Мурома и Нижнего Новгорода, а также поезда дальнего следования, идущие из Москвы в Казань, Первомайск и Чебоксары.
Через посёлок также проходит автомобильная дорога Павлово — Саконы.
Местные перевозки осуществляются автобусами Мухтоловского автопредприятия. Оно было основано в 1955 году и именовалось сперва «авторотой». Первоначально в его составе было 29 грузовых автомобилей, набранных из различных организаций Мухтоловского и соседних районов, преимущественно марок ЗИС-5 и ГАЗ-51. К 1966 году количество грузовых автомобилей увеличилось до 87, к ним добавились 19 автобусов, однако основным профилем оставались грузовые перевозки. С 1980-х годов профиль предприятия начал меняться — основное место стали занимать пассажирские перевозки: в 1986 году предприятие имело 70 грузовиков и 87 автобусов, в 1997 — 11 грузовиков и 41 автобус. В 1999 году Мухтоловское автопредприятие было передано в подчинение «Нижегородпассажиравтотранспорту» и полностью сконцентрировалось на пассажирских перевозках. Имеются автобусные маршруты до Ардатова, Арзамаса, Кулебак и Личадеева. Междугородное автобусное сообщение с Арзамасом, Дзержинском, Нижним Новгородом и Павлово.

### Торговля
До начала строительства в Мухтолове железнодорожной станции в селе имелась одна-единственная лавка со скудным выбором товаров. После начала строительства и резкого увеличения числа жителей за счёт прибывших строительных рабочих, в селе открылись купеческие лавки — Быкова, Ларина, Хозина. После Октябрьской революции 1917 года в селе появилась кооперативная торговля — первый кооперативный магазин заработал в 1918 году, его руководителем и продавцом был Я. Е. Хозин. Во время НЭПа на какое-то время снова появились частные магазины. Начиная с 1930-х годов в Мухтолове частная торговля была ликвидирована — работали только государственные магазины и магазины сельского потребительского общества (сельпо), а также отделы рабочего снабжения при промышленных предприятиях и железнодорожной станции. После организации в 1944 году Мухтоловского района и особенно — после придания Мухтолову статуса рабочего посёлка были построены несколько достаточно крупных магазинов по продаже продуктов питания и промышленных товаров. В 1985 году в Мухтолове насчитывалось 23 магазина и 3 столовые. В 1990-е годы большинство предприятий торговли были приватизированы, появились частные магазины Т. А. Авдеевой, И. Т. Багирова, В. А. Евстифеева, Т. В. Загребиной В. И. Рябова. и других владельцев.
По состоянию на 2022 год в Мухтолове расположены более 50 магазинов общей площадью более 2300 квадратных метров. Имеются магазины торговых сетей «Авокадо», «Бристоль», «Магнит», «Пятёрочка» и других; пункты выдачи маркетплейсов «Озон» и «Wildberries».
Общественное питание развито слабо — имеются только одна столовая (не считая столовых при промышленных предприятиях и учебных заведениях) и одно кафе.

## Социальная сфера

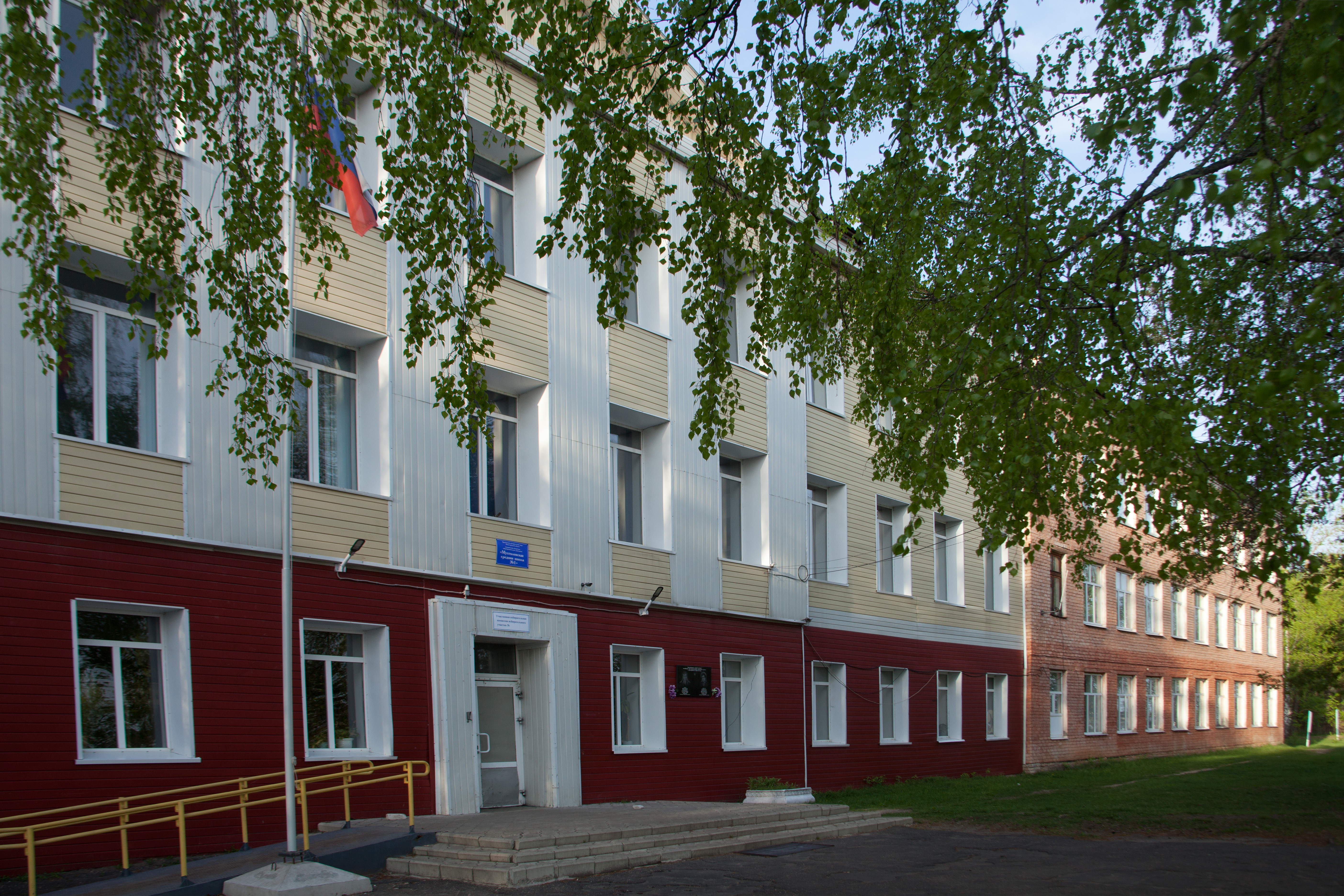
Средняя школа № 1

### Образование
Первое учебное заведение появилось в селе Мухтолове в 1895 году — это была одноклассная школа. В первый учебный год в ней получали образование было лишь 9 мальчиков. В начале 1920-х годов школа стала четырёхклассной. В начале 1930-х годов было построено новое здание школы. В 1936 году школа стала восьмиклассной, в том же году открылись две начальные школы. В 1945—1946 учебном году в школе обучались 430 детей. В 1947 школа стала средней, количество школьников возросло по одним данным до 500, по другим — до 800. Тогда же открылась школа рабочей молодёжи для взрослых, в которой обучалось около 100 человек. В 1955 году началась постройка нового здания школы, завершившаяся к 1959 году. В 1958 году школе было передано для организации интерната здание бывшего районного Дома печати — там стали проживать дети из соседних населённых пунктов Венец, Помелиха и Саконы. Однако, площадей не хватало, и уже с 1962 года началось обсуждение необходимости постройки для неё новых корпусов, а в качестве временной меры часть начальных классов была переведена в здание бывшего райвоенкомата. Обсуждение и разработка затянулась на 20 лет, и в 1986 году вместо новых корпусов для школы была открыта новая школа в южной части посёлка.
В посёлке Мухтолово действуют следующие учебные заведения:
- Две общеобразовательные средних школы:
  - № 1 на 640 мест (Школьная улица, 75 «а»). Основана в 1959 году и стала правоприемницей существовавшей до этого 8-летней школы. В 1961 годах были построены дополнительный корпус школы по тому же адресу[160].
  - № 2 на 392 места (Южная улица, 35 «а»). Основана в 1986 году[160][161].
- Четыре детских сада[162]:
  - № 14 на 50 мест (Октябрьская улица, 23 «б»).
  - № 15 на 36 мест (Советская площадь, 3).
  - № 16 на 210 мест (улица Победы, 8).
  - № 21 на 35 мест (Лесная улица, 14).
- Детская музыкальная школа (Почтовая улица, 25). Основана в 1975 году[163][164].
- Воскресная школа при церкви в честь Рождества Христова. Основана в 1999 году[165].
- Автошкола (Почтовая улица, 2 «б»). Основана в 1959 году[77].
- С 1974 по 1992 годы в Мухтолове находился филиал Арзамасского ПТУ № 43, готовивший швей-мотористок для работы на швейной фабрике[166].
- С 1996 по 2010 годы в посёлке действовал детский дом[167].

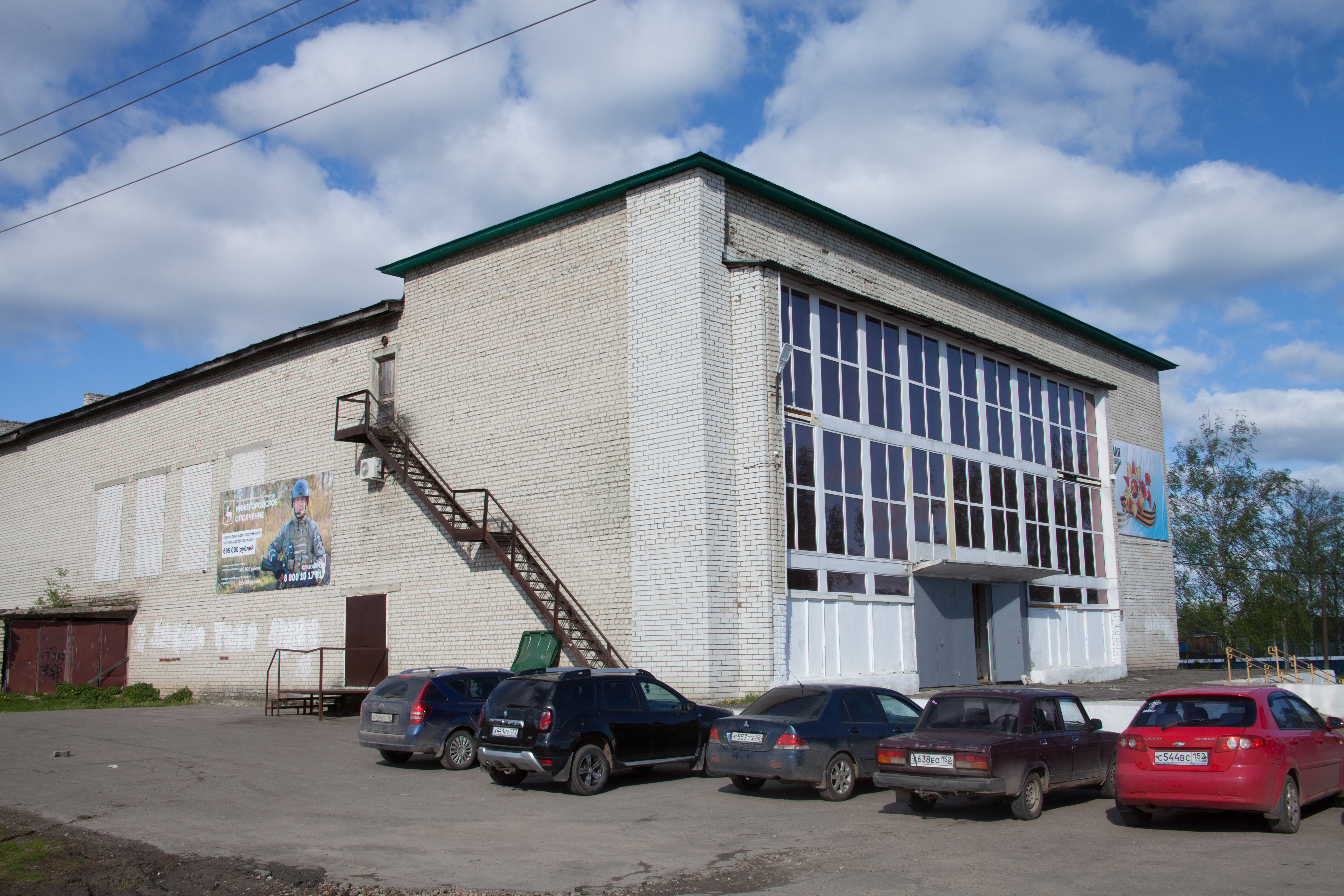
Дом культуры

### Культура
В Мухтолове работают следующие объекты культуры:
- Дом культуры на 400 мест (Почтовая улица, 11) — основан в 1976 году[168][55].
- Взрослая библиотека (Почтовая улица, 4 «а») — основана в 1923 году. В последующие десятилетия многократно расширялась и переезжала[168][169].
- Детская библиотека (Почтовая улица, 4 «а») — в 1954 году выделена из общей библиотеки[168][170].
- Краеведческий музей — создан местным учителем Григорием Степановичем Ериным в 1987 году при поселковом совете; в 1999 году перенесён в здание школы № 1[55][171].
- С 1981 года в посёлке действовал кинотеатр «Прогресс», закрытый в 1990-х годах[55].

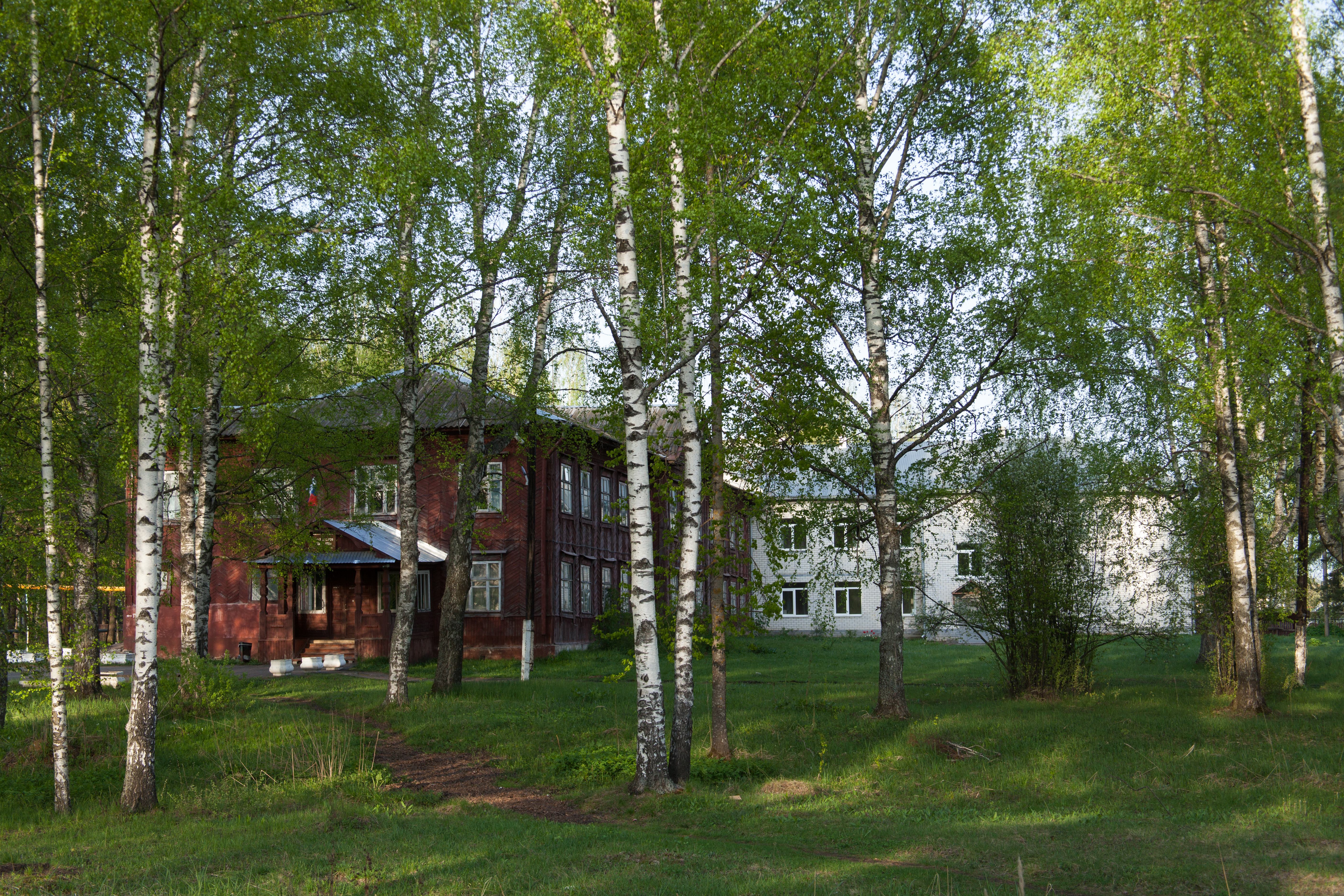
Мухтоловская больница

### Здравоохранение
Впервые медицинское обслуживание в Мухтолове появилось в октябре 1918 года, когда дважды в неделю стал приезжать фельдшер из Арзамаса и принимать пациентов в здании железнодорожной казармы. В 1925 году при железнодорожной станции был открыт фельдшерский пункт. В 1928 году была открыта амбулатория, а в 1949 году — больница. В настоящее время в посёлке имеются следующие виды медицинских учреждений:
- Больница на 100 койко-мест[173][174] (по другим данным — 32 койко-места[175]).
- Станция скорой помощи с одним медицинским автомобилем[176].
- 2 аптеки[112].
- В 1958 году в Мухтолове был открыт костнотуберкулёзный санаторий. В 1967 году его специализация изменилась, и он стал заниматься лечением мочеполовых болезней. В 1977 году санаторий был закрыт, а его здание было передано поселковой больнице[177].
- В 1990-х годах в южной части посёлка планировалось строительство новой больницы, но эти планы не были реализованы[174].

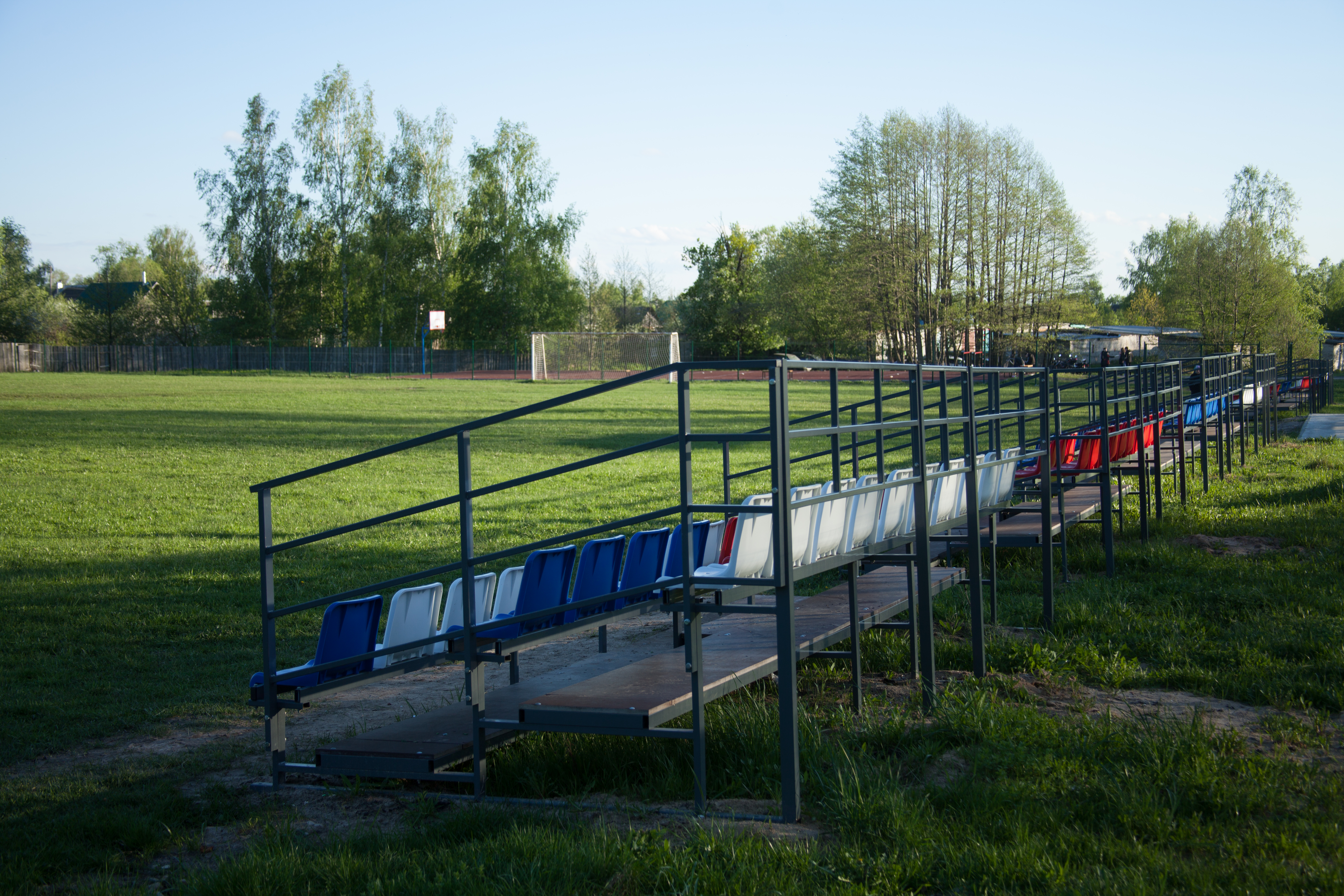
Стадион при средней школе № 2

### Спорт
В Мухтолове нет и никогда не было профессиональных спортивных команд. Вместе с тем, в 1950-х годах в посёлке имелось несколько любительских команд по различным видам спорта, выступавшим в районных, зональных и профсоюзных соревнованиях. Имелись две футбольные команды: «Буревестник» собственно из Мухтолова и «Красная звезда» с разъезда Венец. В 1955 году был построен стадион. В том же году волейбольная команда из Мухтолова заняла первое место в юго-западной зоне. В 1960-х годах в связи с ликвидацией Мухтоловского района развитие взрослого спорта практически прекратилось и уступило место детскому спорту. В 1964 году была организована детская хоккейная команда «Юность», которая несколько раз занимала первое место зоне, а в 1978 году заняла третье место на турнире «Золотая шайба». В 1981 году выходцы из мухтоловской команды С. Чижов и И. Шокуров победили в юношеском чемпионате СССР в составе горьковской команды «Торпедо». Однако, в дальнейшем у команды появились финансовые и организационные трудности, и в 1993 году она была расформирована. В дальнейшем отдельные любительские команды по различным видам спорта участвовали в различных турнирах, но никогда не поднимались выше уровня чемпионата Ардатовского района.
Спортивная инфраструктура посёлка ограничивается стадионами, хоккейными коробками, спортивными залами и открытыми спортивными площадками при обеих средних школах, а также построенной в 2019 году спортивной площадкой у Дома культуры.

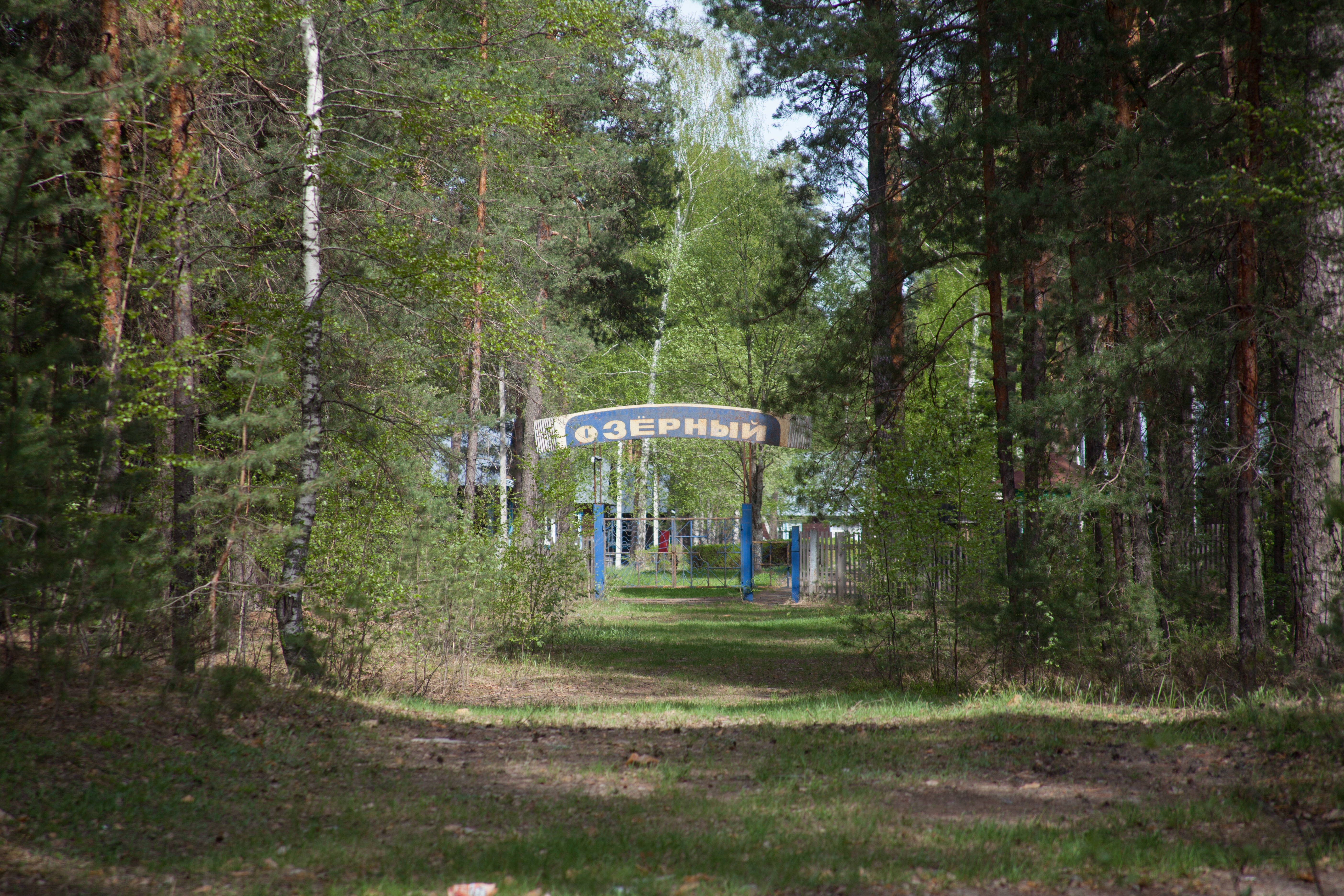
Оздоровительный лагерь у Большого озера

### Туризм и рекреация
Потенциально Мухтолово имеет большой потенциал для экотуризма. В непосредственной близости от посёлка находятся несколько природных памятников:
- На расстоянии 5—8 километров к северо-западу четыре больших карстовых озера (Большое, Комсомольское, Нуксенское, Чарское) и Пу́стынное болото.
- В 10 километрах к северо-востоку — Светлое болото.
- В 2—4 километрах к югу — 2 заказника (Личадеевский площадью 6100 гектаров и Мухтоловский площадью 9400 гектаров).
- В 9 километрах к юго-востоку — Балахонихинская пещера.

Однако, туристический потенциал посёлка используется слабо — лишь на берегу Большого озера имеется Детский оздоровительный лагерь «Озёрный», территория которого занимает 10,1 гектаров.

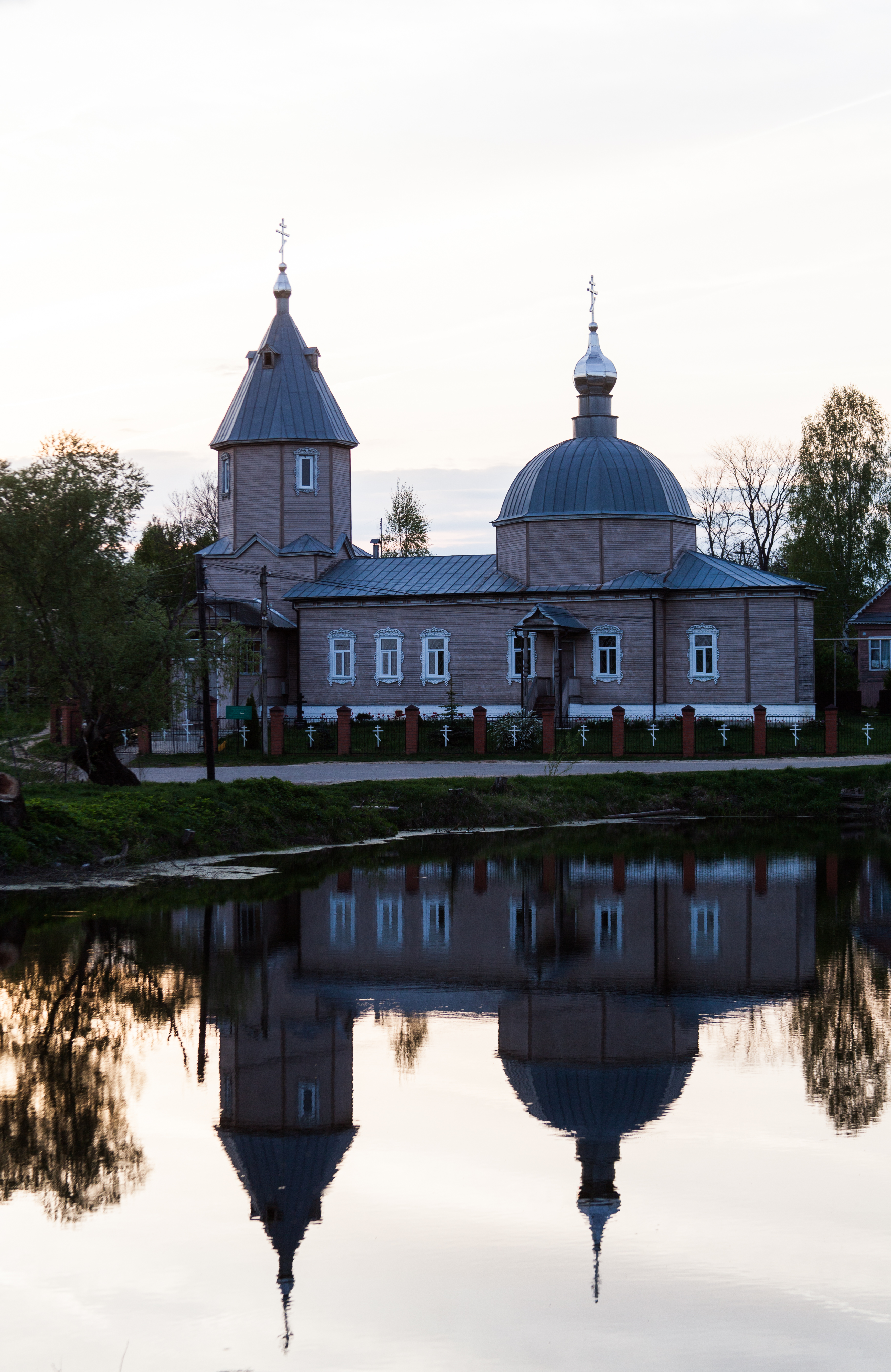
Церковь Рождества Христова

### Религия
Первая церковь была построена в Мухтолове в 1767 году. Это был дерявянный храм «во имя святых Иззосимы и Савватия, Соловецких Чудотворцев», разобранный и перевезённый из ликвидированного Большеозёрского монастыря. К приходу церкви, помимо Мухтолова, относились две ныне исчезнувшие деревни — Волчиха и Карасная. В неустановленный год первой половины XIX века эта церковь перестала существовать по неизвестной причине — возможно, была снесена из-за ветхости.
В 1854 году на месте старой церкви было начато строительство нового храма, который был закончен и освящён 18 (30) октября 1858 года. Двухпрестольная церковь «в честь Рождества Христова» была деревянная, на каменном фундаменте и с такой же колокольней. В последующие годы мухтоловский храм многократно обновлялся и украшался. После Октябрьской революции 1917 года церковь продолжала действовать в течение нескольких лет, но была закрыта в 1929 года, её имущество было растащено. Часть икон сохранили местные жительницы, сёстры Пименовы. В 1943 году жители села обратились к властям с просьбой об открытии церкви, но им было в этом отказано. В 1962 году власти приказали снести каменную колокольню. В течение многих лет здание пустовало, затем в нём размещался склад газового участка. В сентябре 1985 года церковь сгорела.
В 1990-х годах общественность посёлка поставила вопрос о восстановоении поселкового храма. В 1999 году была открыта временная церковь в здании бывшего магазина на улице Кирова, в том же году при ней была открыта воскресная школа. Предлагались различные варианты размещения церковного здания — поближе к новому центру посёлка или у пожарного депо. Однако, было принято решение построить новый храм на месте старого. В 2000 году было начато, а в 2001 году завершено строительство новой церкви Рождества Христова. Первая служба в ней состоялась 1 декабря 2001 года.
В 2012 году была освящена часовня «в честь Происхождения честных древ Животворящего Креста», расположенная недалеко от Дома культуры и памятника погибшим в Великой Отечественной войне.